# Danh sách thiết bị Qualcomm Snapdragon
Đây là danh sách các thiết bị Qualcomm Snapdragon.
Snapdragon là một họ các hệ thống trên một vi mạch (SoC) di động được sản xuất bởi Qualcomm để sử dụng trong điện thoại thông minh, máy tính bảng, và các thiết bị smartbook.

## Snapdragon S1
| Mẫu mã    | Công nghệ bán dẫn | CPU instruction set | CPU                         | CPU cache          | GPU                          | Memory technology                                                                                                | Wireless radio technologies | Sampling availability | Utilizing devices |
| --------- | ----------------- | ------------------- | --------------------------- | ------------------ | ---------------------------- | --- | --- | --------------------- | --- |
| MSM7225   | 65 nm             | ARMv6               | Up to 528 MHz ARM11         | 16K+16K L1 no L2   | Software rendered 2D support | | GSM (GPRS/EDGE), UMTS (HSPA) | 2007                  | Danh sách - HTC Tattoo, Wildfire; Huawei U8110, IDEOS X2 U8500/Evolución UM840; Vodafone 858 Smart |
| MSM7625   | 65 nm             | ARMv6               | Up to 528 MHz ARM11         | 16K+16K L1 no L2   | Software rendered 2D support | GSM (GPRS/EDGE) CDMA (1× Rev. A, 1×EV-DO Rev. A) UMTS (HSPA)                                                     | Danh sách - HTC Wildfire A315c, Wildfire 6225; Huawei IDEOS C8150/U8150, M835, Ascend M860. | 2007                  | |
| MSM7227   | 65 nm             | ARMv6               | Up to 800 MHz ARM11         | 16K+16K L1 256K L2 | Adreno 200                   | 166 MHz LPDDR1 (1.33 GB/s)                                                                                       | GSM (GPRS/EDGE), UMTS (HSPA) | 2008                  | Danh sách - 600 MHz Alcatel OT-990; Coolpad W706, Garmin & Asus A10, M10; Gigabyte GSmart G1305 Boston; HTC Aria, Gratia, Legend, Wildfire S; Huawei Ideos X3, Pocket WiFi S II (S41HW), Sonic (U8650); LG GT540 Optimus, Optimus Chat (L-04C), Optimus Chic, Optimus Me, Optimus One (GSM); Micromax A70; Movi M1; Nexian A890 Journey; OlivePad VT-100; Optimus Boston; Palm Pixi (GSM); Samsung Galaxy Europa (i5500 Galaxy 5), Galaxy Fit, Galaxy Mini, Galaxy 551; Sony Ericsson Xperia X10 Mini, Xperia X10 Mini Pro, Xperia X8; T-Mobile myTouch 3G Slide; WellCom A88; ViewSonic ViewPad 7; ZTE Blade, Racer, Merit (990G) 800 MHz Coolpad 7260; Huawei Smart Bar (S42HW); HTC ChaCha, Salsa; LG Optimus Hub, Optimus Net (P699); Motorola XT-502; Odys Space; Samsung Galaxy Ace, Galaxy Gio; ZTE Blade S, N762, Skate |
| MSM7627   | 65 nm             | ARMv6               | Up to 800 MHz ARM11         | 16K+16K L1 256K L2 | Adreno 200                   | 166 MHz LPDDR1 (1.33 GB/s)                                                                                       | GSM (GPRS/EDGE) CDMA (1× Rev. A, 1×EV-DO Rev. A) UMTS (HSPA) | 2008                  | Danh sách - BlackBerry Curve (8530); Coolpad 5820; Huawei Evolución 2 CM980, Ascend II (M865C); Kyocera Zio; LG Optimus S, Optimus Q (L45C), Optimus V, Optimus Zip (L75C), VS740; Motorola Devour, ES400; Ouku Horizon P801W; Palm Pixi Plus; Samsung Galaxy Prevail, Galaxy Precedent (SCH-M828C), Galaxy Y (SCH-i509) (CDMA); Unimax MaxBravo (U670C); ZTE Score x500 |
| MSM7225A  | 45 nm             | ARMv7               | Up to 800 MHz ARM Cortex-A5 | 32K+32K L1 256K L2 | Adreno 200 (enhanced)        | 200 MHz LPDDR1 (1.6 GB/s)                                                                                        | GSM (GPRS, EDGE), W-CDMA/UMTS (HSDPA, HSUPA), MBMS | Q4 2011               | Danh sách - 600 MHz HTC Desire C (GSM), Explorer; Motorola Defy Mini XT320 800 MHz Gigabyte GSmart G1342; Huawei Ascend Y100 (U8185), Ascend Y101 (U8186), Ascend Y200 (U8655), Ascend Y201 Pro; LG Optimus L3, Optimus L3 II, Optimus L5, Optimus Logic (L35G), Optimus Extreme (L40G); S-Nexian Mi320; Samsung Galaxy Discover (SCH-R740C, SGH-S730G); Sony Xperia miro, Xperia tipo; ZTE Illustra (Z778G), Whirl (Z660G) |
| MSM7625A  | 45 nm             | ARMv7               | Up to 800 MHz ARM Cortex-A5 | 32K+32K L1 256K L2 | Adreno 200 (enhanced)        | 200 MHz LPDDR1 (1.6 GB/s)                                                                                        | GSM (GPRS, EDGE) W-CDMA/UMTS (HSDPA, HSUPA), MBMS, CDMA2000 (1×RTT, 1×EV-DO Rel.0/Rev.A/Rev.B, 1×EV-DO MC Rev.A) | Q4 2011               | Danh sách - Karbonn A5, ZTE N855D, Hisense E860 Samsung Galaxy Centura (SCH-S738C), Samsung Galaxy Discover (SCH-S735C) LG Optimus Dynamic (L38C), Huawei Ascend Y (H866C) |
| MSM7227A  | 45 nm             | ARMv7               | Up to 1 GHz ARM Cortex-A5   | 32K+32K L1 256K L2 | Adreno 200 (enhanced)        | 200 MHz LPDDR1 (1.6 GB/s)                                                                                        | GSM (GPRS, EDGE), W-CDMA/UMTS (HSDPA, HSUPA), MBMS | Q4 2011               | Danh sách - 800 MHz Motorola Motoluxe XT615; Nokia Lumia 510, Lumia 610; Huawei Ascend Y200; Samsung Galaxy Mini 2 1 GHz Acer Liquid Glow; Alcatel One Touch Fire; HTC Desire V, Desire VC; Huawei Ascend Y210(D) (U8685), Ascend G300, Inspira (H867G); LG Optimus L7, Fireweb; Motorola Defy XT XT535; Samsung Galaxy Ace Plus, Galaxy S Duos, Omnia M; Sony Xperia E, Xperia J; ZTE Blade II, Blade III, Blade 3, Open; Mobiistar Touch S03; S-Nexian Mi430; Advan Vandroid T1A |
| MSM7627A  | 45 nm             | ARMv7               | Up to 1 GHz ARM Cortex-A5   | 32K+32K L1 256K L2 | Adreno 200 (enhanced)        | 200 MHz LPDDR1 (1.6 GB/s)                                                                                        | GSM (GPRS, EDGE) W-CDMA/UMTS (HSDPA, HSUPA), MBMS, CDMA2000 (1×RTT, 1×EV-DO Rel.0/Rev.A/Rev.B, 1×EV-DO MC Rev.A) | Q4 2011               | Danh sách - Hisense E910; HTC Desire VC T328d; Huawei Ascend C8812, Glory (H868C); Karbonn A5, A15; LG Optimus Dynamic II (L39C); Micromax A87, A56, A57; Motorola Defy XT (XT555C); Samsung Galaxy Young S6310/S6312; Walton Primo; ZTE Valet (Z665C) |
| MSM7225AB | 45 nm             | ARMv7               | Up to 1 GHz ARM Cortex-A5   | 32K+32K L1 256K L2 | Adreno 200 (enhanced)        | 200 MHz LPDDR1 (1.6 GB/s)                                                                                        | GSM (850/900/1800/1900) 3G Dual (900/2100, 850/2100) (850.1900, 900/1900), HSDPA 7.2Mbit/s |                       | Danh sách - GeeksPhone Keon, LG Optimus L3 II, LG Optimus L3 II Dual |
| QSD8250   | 65 nm             | ARMv7               | Up to 1 GHz Scorpion        | 32K+32K L1 256K L2 | Adreno 200                   | | GSM (GPRS, EDGE), UMTS/WCDMA (HSDPA, HSUPA), MBMS | Q4 2008               | Danh sách - Most Windows Phone 7.0 devices (excluding LG Optimus); Acer Stream/Liquid, neoTouch S200; Dell Streak; Fujitsu Toshiba Mobile REGZA Phone T-01C; HP Compaq AirLife 100; HTC Desire, HD2; Huawei SmaKit S7; Lenovo LePhone; LG Optimus Q, Optimus Z, Panther; Nexus One; Pantech IM-A600S, IM-A650S; Sharp Lynx (SH-10B), Lynx 3D SH-03C; Sony Ericsson Xperia X10; Toshiba Dynapocket (T-01B), TG01/TG02/TG03; xolo QC800 tab |
| QSD8650   | 65 nm             | ARMv7               | Up to 1 GHz Scorpion        | 32K+32K L1 256K L2 | Adreno 200                   | GSM (GPRS, EDGE) W-CDMA/UMTS (HSDPA, HSUPA), MBMS, CDMA2000 (1×RTT, 1×EV-DO Rel.0/Rev.A/Rev.B, 1×EV-DO MC Rev.A) | Danh sách - Fujitsu F001 (FJ001); HTC Arrive, Droid Incredible, Evo 4G; Kyocera Echo, K009 (KY009); LG Apollo GW990, Fathom VS750, GW820 eXpo, GW825 IQ, Optimus 7, Quantum; NEC Casio CA007; Pantech Sirius an IS06 (PTI06); Sharp IS01 (SHI01)/IS03 (SHI03); Sony Ericsson S004 (SO004)/S005 (SO005)/S006 (SO006)/iida G11 (SOX02)/S007 (SO007), Urbano Affare (SOY05); Toshiba Dynapocket IS02 (TSI01)/K01, Regza Phone IS04 (TSI04), Regza Phone T004 (TS004), T006 (TS006), T007 (TS007), T008 (TS008), X-Ray (TSX06) | Q4 2008               | |

## Snapdragon S2
| Model number | Semiconductor technology | CPU instruction set | CPU                    | CPU cache          | GPU        | Memory technology                      | Wireless radio technologies | Sampling availability | Utilizing devices |
| ------------ | ------------------------ | ------------------- | ---------------------- | ------------------ | ---------- | -------------------------------------- | --- | --------------------- | --- |
| MSM7230      | 45 nm                    | ARMv7               | Up to 800 MHz Scorpion | 32K+32K L1 256K L2 | Adreno 205 | Dual-channel 333 MHz LPDDR2 (5.3 GB/s) | GSM (GPRS, EDGE) W-CDMA/UMTS (HSDPA, HSUPA, HSPA+), MBMS                                                                       | Q2 2010               | Danh sách - Acer Liquid Metal, HP Veer, HTC Desire Z, Huawei Ideos X5 (U8800), NEC Casio Medias N-04C, Dell Smoke, Dell Flash |
| MSM7630      | 45 nm                    | ARMv7               | Up to 800 MHz Scorpion | 32K+32K L1 256K L2 | Adreno 205 | Dual-channel 333 MHz LPDDR2 (5.3 GB/s) | GSM (GPRS, EDGE) W-CDMA/UMTS (HSDPA, HSUPA, HSPA+), MBMS, CDMA2000 (1×Adv, 1×EV-DO Rel.0/Rev.A/Rev.B, 1×EV-DO MC Rev.A, SV-DO) | Q2 2010               | Danh sách - Casio G'zOne Commando, HTC Evo Shift 4G, HTC Merge, Sky VegaXpress IM-A710K |
| APQ8055      | 45 nm                    | ARMv7               | Up to 1.4 GHz Scorpion | 32K+32K L1 384K L2 | Adreno 205 | Dual-channel 333 MHz LPDDR2 (5.3 GB/s) | Lacks cellular modem | Q2 2010               | Danh sách - Nokia Lumia 900, Bambook Sunflower |
| MSM8255      | 45 nm                    | ARMv7               | Up to 1 GHz Scorpion   | 32K+32K L1 384K L2 | Adreno 205 | Dual-channel 333 MHz LPDDR2 (5.3 GB/s) | GSM (GPRS, EDGE) W-CDMA/UMTS (HSDPA, HSUPA, HSPA+), MBMS                                                                       | Q2 2010               | Danh sách - Acer Iconia Smart, Acer Allegro, Fujitsu F-12C, HTC Desire HD, HTC Desire S, HTC Incredible S, HTC Inspire 4G, HTC One V, HTC Radar, Huawei U9000 Ideos X6, Huawei Ideos X5 (U8800 pro), Huawei Vision, LG Optimus Ultimate (L96G), LG Eclypse, LG Optimus Sol E730, Motorola Pro+, Samsung Exhibit II 4G, Sharp Galapagos 003SH/005SH, Sharp Aquos Phone f (SH-13C), Sharp Aquos Phone the Hybrid (007SH/007SH J), Sharp Aquos Phone the Premium (009SH), Sony Ericsson Live with Walkman, Sony Ericsson Xperia active, Sony Ericsson Xperia Arc, Sony Ericsson Xperia Acro (SO-02C), Sony Ericsson Xperia Neo, Sony Ericsson Xperia Neo V, Sony Ericsson Xperia Play (GSM), Sony Ericsson Xperia Pro, Sony Ericsson Xperia Mini, Sony Ericsson Xperia Mini Pro, Sony Ericsson Xperia ray, Sony Xperia Neo L, T-Mobile myTouch 4G, ZTE Tania, ZTE 008Z, Pantech Vega X |
| MSM8255T     | 45 nm                    | ARMv7               | Up to 1.5 GHz Scorpion | 32K+32K L1 384K L2 | Adreno 205 | Dual-channel 333 MHz LPDDR2 (5.3 GB/s) | GSM (GPRS, EDGE) W-CDMA/UMTS (HSDPA, HSUPA, HSPA+), MBMS                                                                       | Q2 2010               | Danh sách - Alcatel OT-995, BlackBerry Bold 9900/9930 BlackBerry Torch 9860 Nokia Lumia 710, Huawei U8860 Honor, Nokia Lumia 800, Samsung Focus S, Samsung Galaxy S Plus, Samsung Galaxy W, Samsung Omnia W, Samsung Rugby Smart, Sharp Aquos Phone SH-12C, Sharp Aquos Phone 006SH, Sony Ericsson Xperia arc S, Fujitsu Stylistic S01, HTC Flyer, HTC Sensation XL, HTC Titan, HTC Titan II, Motorola Iron Rock XT626 |
| MSM8655      | 45 nm                    | ARMv7               | Up to 1 GHz Scorpion   | 32K+32K L1 384K L2 | Adreno 205 | Dual-channel 333 MHz LPDDR2 (5.3 GB/s) | GSM (GPRS, EDGE) W-CDMA/UMTS (HSDPA, HSUPA, HSPA+), MBMS, CDMA2000 (1×Adv, 1×EV-DO Rel.0/Rev.A/Rev.B)                          | Q2 2010               | Danh sách - Fujitsu Toshiba IS12T, Kyocera Event, Kyocera Hydro, Kyocera Rise, Kyocera Hydro EDGE, HTC Droid Incredible 2, HTC Rhyme, HTC Thunderbolt, LG Revolution (VS910), LG Optimus Showtime (L86C), Motorola Triumph, Pantech Mirach IS11PT, Samsung Conquer 4G, Sharp IS05 (SHI05), Sony Ericsson Xperia Play (CDMA), Sony Ericsson Xperia Acro (IS11S), HTC Desire C (CDMA), HTC Evo Design 4G, Toshiba Regza Phone IS11T, ZTE Fury,ZTE Engage MT |
| MSM8655T     | 45 nm                    | ARMv7               | Up to 1.5 GHz Scorpion | 32K+32K L1 384K L2 | Adreno 205 | Dual-channel 333 MHz LPDDR2 (5.3 GB/s) | GSM (GPRS, EDGE) W-CDMA/UMTS (HSDPA, HSUPA, HSPA+), MBMS, CDMA2000 (1×Adv, 1×EV-DO Rel.0/Rev.A/Rev.B)                          | Q2 2010               | Danh sách - BlackBerry Torch 9810 BlackBerry Patagonia 9620, HP Pre 3 NEC Casio Medias BR IS11N, Kyosera Digno ISW11K, Sharp Aquos Phone IS11SH Sharp Aquos Phone IS12SH, Sharp Aquos Phone IS13SH ZTE Warp |

## Snapdragon S3
| Model number | Semiconductor technology | CPU instruction set | CPU                              | CPU cache  | GPU        | Memory technology                                                         | Wireless radio technologies                                                                                              | Sampling availability | Utilizing devices |
| ------------ | ------------------------ | ------------------- | -------------------------------- | ---------- | ---------- | ------------------------------------------------------------------------- | --- | --------------------- | --- |
| APQ8060      | 45 nm                    | ARMv7               | Up to 1.7 GHz dual-core Scorpion | L2: 512 KB | Adreno 220 | Single-channel 333 MHz ISM/266 MHz LPDDR2 (2.67 GB/s ISM/2.13 GB/s LPDDR2 | Connectivity features not included (lacks cellular modem)                                                                | 2011                  | Danh sách - HP TouchPad, HTC Jetstream, HTC Amaze 4G, HTC Vivid, HTC Raider 4G, Le Pan II, LG Nitro HD, Pantech Element, Samsung Galaxy S II X (SGH-T989D), Samsung Galaxy S II LTE, Samsung Galaxy S II Skyrocket, Samsung Galaxy S Blaze 4G, Samsung Galaxy Tab 7.7 LTE, Samsung SGH-i577 Galaxy Exhilarate, Sony Xperia ion                                                      |
| MSM8260      | 45 nm                    | ARMv7               | Up to 1.7 GHz dual-core Scorpion | L2: 512 KB | Adreno 220 | Single-channel 333 MHz ISM/266 MHz LPDDR2 (2.67 GB/s ISM/2.13 GB/s LPDDR2 | GSM (GPRS, EDGE), W-CDMA/UMTS (HSDPA, HSUPA, HSPA+), MBMS                                                                | Q3 2010               | Danh sách - 1.2 GHz Asus Eee Pad Memo , HTC Sensation, HTC Evo 3D (GSM), Huawei Ascend G600, Huawei Mediapad, LG Optimus LTE Tag, T-Mobile myTouch 4G Slide, ZTE V71A, ZTE V9S 1.5 GHz HTC Sensation XE, KT Tech TAKE TACHY, KT Tech TAKE JANUS, KT Tech TAKE HD, Sony Xperia S, Sony Xperia acro S, Oppo Find 3, Xiaomi Mi1 1.7 GHz HTC One S (Z560e), Sony Xperia SL, Xiaomi Mi1S |
| MSM8660      | 45 nm                    | ARMv7               | Up to 1.7 GHz dual-core Scorpion | L2: 512 KB | Adreno 220 | Single-channel 333 MHz ISM/266 MHz LPDDR2 (2.67 GB/s ISM/2.13 GB/s LPDDR2 | GSM (GPRS, EDGE), W-CDMA/UMTS (HSDPA, HSUPA, HSPA+), MBMS, CDMA2000 (1×Adv, 1×EV-DO Rel.0/Rev.A/Rev.B, 1×EV-DO MC Rev.A) | Q3 2010               | Danh sách - HTC Evo 3D (CDMA), HTC Rezound, LG Connect 4G, LG Optimus LTE LU6200, Pantech Vega Racer, Pantech Sky LTE EX, Pantech Burst, LG Lucid, Samsung Galaxy Note, Xiaomi MI-One (CDMA2000 for China Telecom) |

## Snapdragon S4
| Model Tier | Model number             | Semiconductor technology | CPU instruction set | CPU                                                                                    | CPU cache                                                   | GPU                                 | Memory technology                                                                                                  | Wireless radio technologies | Sampling availability | Utilizing devices |
| ---------- | ------------------------ | ------------------------ | ------------------- | -------------------------------------------------------------------------------------- | ----------------------------------------------------------- | ----------------------------------- | --- | --- | --------------------- | --- |
| Play       | MSM8225                  | 45 nm                    | ARMv7               | Up to 1.2 GHz dual-core ARM Cortex-A5                                                  | 2x 32K+32K L1 512K L2                                       | Adreno 203 @ 320 MHZ (FWVGA/FWVGA)  | | UMTS (GSM, GPRS, EDGE, HSPA) | 1H 2012               | Danh sách - HTC Desire SV, HTC Desire X, Huawei Ascend G510, Huawei Ascend Y300, LG Optimus L7 II (Dual), Orange Nivo, GeeksPhone Peak, Nokia X, Nokia X+, Nokia XL, Samsung Galaxy Core, ZTE/Vtelca V8200+, ZTE Solar (Z795G), Cherry Mobile Flare S100 |
| Play       | MSM8625                  | 45 nm                    | ARMv7               | Up to 1.2 GHz dual-core ARM Cortex-A5                                                  | 2x 32K+32K L1 512K L2                                       | Adreno 203 @ 320 MHZ (FWVGA/FWVGA)  | CDMA/UMTS (GSM, GPRS, EDGE, HSPA, 1×Rev.A, 1×EV-DO Rev.A/B)                                                        | Danh sách - HTC One SC, Samsung Galaxy Infinite, Smartfren Andromax C ZTE Majesty (Z796C), ZTE Savvy (Z750C), Huawei Ascend Plus (H881C)              | 1H 2012               | |
| Play       | MSM8225Q                 | 45 nm                    | ARMv7               | Up to 1.2 GHz quad-core ARM Cortex-A5                                                  |                                                             | Adreno 203 @ 320 MHZ (FWVGA/FWVGA)  | CDMA/UMTS (GSM, GPRS, EDGE, HSPA)                                                                                  | Danh sách - CCE Motion Plus SK504, Huawei Ascend G525, Lenovo A706, Síragon SP-5100, Archos 45 Platinum                                               | 1H 2012               | |
| Play       | MSM8625Q                 | 45 nm                    | ARMv7               | Up to 1.2 GHz quad-core ARM Cortex-A5                                                  | CDMA/UMTS (GSM, GPRS, EDGE, HSPA, 1×Rev.A, 1×EV-DO Rev.A/B) | Adreno 203 @ 320 MHZ (FWVGA/FWVGA)  | Danh sách - HTC Desire 600, Huawei C8813Q/CM990 Evolución 3, Karbonn Titanium S1, Samsung Galaxy Win/Grand Quattro | | 1H 2012               | |
| Plus       | MSM8227                  | 28 nm LP                 | ARMv7               | Up to 1 GHz dual-core Krait                                                            | L0: 4 KB + 4 KB, L1: 16 KB + 16 KB, L2: 1 MB                | Adreno 305 (FWVGA/720p)             | | Bluetooth 4.0, 802.11n (2.4/5 GHz), UMTS (DC-HSPA+, TD-SCDMA)                                                                                         | 2H 2012               | Danh sách - HTC Windows Phone 8S, Nokia Lumia 520, Nokia Lumia 620, Nokia Lumia 720, Nokia Lumia 525, Sony Xperia M, Sony Xperia M dual |
| Plus       | MSM8627                  | 28 nm LP                 | ARMv7               | Up to 1 GHz dual-core Krait                                                            | L0: 4 KB + 4 KB, L1: 16 KB + 16 KB, L2: 1 MB                | Adreno 305 (FWVGA/720p)             | Bluetooth 4.0, 802.11n (2.4/5 GHz), CDMA/UMTS (HSPA+, 1× Adv./DOr0/A/B, SVDO-DB)                                   | Danh sách - HTC Windows Phone 8S | 2H 2012               | |
| Plus       | APQ8030                  | 28 nm LP                 | ARMv7               | Up to 1.2 GHz dual-core Krait                                                          | L0: 4 KB + 4 KB, L1: 16 KB + 16 KB, L2: 1 MB                | Adreno 305 (qHD/1080p)              | Single-channel 533 MHz LPDDR2                                                                                      | Bluetooth 4.0, 802.11n (2.4/5 GHz), lacks cellular radio                                                                                              | 3Q 2012               | |
| Plus       | MSM8230                  | 28 nm LP                 | ARMv7               | Up to 1.2 GHz dual-core Krait                                                          | L0: 4 KB + 4 KB, L1: 16 KB + 16 KB, L2: 1 MB                | Adreno 305 (qHD/1080p)              | Single-channel 533 MHz LPDDR2                                                                                      | Bluetooth 4.0, 802.11n (2.4/5 GHz), GSM (GPRS, EDGE), UMTS (DC-HSPA+, TD-SCDMA)                                                                       | 3Q 2012               | Danh sách - Sony Xperia L HTC One SV (3G Version), Huawei Ascend W1 |
| Plus       | MSM8630                  | 28 nm LP                 | ARMv7               | Up to 1.2 GHz dual-core Krait                                                          | L0: 4 KB + 4 KB, L1: 16 KB + 16 KB, L2: 1 MB                | Adreno 305 (qHD/1080p)              | Single-channel 533 MHz LPDDR2                                                                                      | Bluetooth 4.0, 802.11n (2.4/5 GHz), GSM (GPRS, EDGE), CDMA/UMTS (HSPA+, 1× Adv./DOr0/A/B, SVDO-DB)                                                    | 3Q 2012               | |
| Plus       | MSM8930                  | 28 nm LP                 | ARMv7               | Up to 1.2 GHz dual-core Krait                                                          | L0: 4 KB + 4 KB, L1: 16 KB + 16 KB, L2: 1 MB                | Adreno 305 (qHD/1080p)              | Single-channel 533 MHz LPDDR2                                                                                      | Bluetooth 4.0, 802.11n (2.4/5 GHz), World Mode (LTE FDD/TDD CAT3, SVLTE-DB, TD-SCDMA, Rel9 DC-HSPA+, GSM/GPRS/EDGE, EGAL, 1× Adv., 1× EV-DO Rev. A/B) | 3Q 2012               | Danh sách - HTC One VX, HTC One SV (4G Version), Huawei Ascend G526, Samsung Galaxy Express, Samsung Galaxy ACE 3 LTE (GT-S7275) Boston 4G, Orange Lumo 4G, ZTE Source |
| Plus       | APQ8060A                 | 28 nm LP                 | ARMv7               | Up to 1.5 GHz dual-core Krait                                                          | L0: 4 KB + 4 KB, L1: 16 KB + 16 KB, L2: 1 MB                | Adreno 225 (WUXGA/1080p)            | Dual-channel 500 MHz LPDDR2                                                                                        | Bluetooth 4.0, 802.11n (2.4/5 GHz), lacks cellular radio                                                                                              | 2H 2012               | Danh sách - Lenovo IdeaTab S2110 |
| Plus       | MSM8260A                 | 28 nm LP                 | ARMv7               | Up to 1.5 GHz dual-core Krait                                                          | L0: 4 KB + 4 KB, L1: 16 KB + 16 KB, L2: 1 MB                | Adreno 225 (WUXGA/1080p)            | Dual-channel 500 MHz LPDDR2                                                                                        | Bluetooth 4.0, 802.11n (2.4/5 GHz), GSM (GPRS, EDGE), UMTS (DC-HSPA+, TD-SCDMA)                                                                       | Q1 2012               | Danh sách - Acer CloudMobile S500, Asus Padfone, HTC One S (Z520e), HTC Windows Phone 8X (select versions), Samsung Galaxy S Relay 4G, Sony Xperia T, Sony Xperia TX, Vertu Ti, Haier w910 |
| Plus       | MSM8660A                 | 28 nm LP                 | ARMv7               | Up to 1.5 GHz dual-core Krait                                                          | L0: 4 KB + 4 KB, L1: 16 KB + 16 KB, L2: 1 MB                | Adreno 225 (WUXGA/1080p)            | Dual-channel 500 MHz LPDDR2                                                                                        | Bluetooth 4.0, 802.11n (2.4/5 GHz), CDMA/UMTS (HSPA+, 1× Adv./DOr0/A/B, SVDO-DB)                                                                      | Q1 2012               | Danh sách - HTC J (ISW13HT), Sharp AQUOS PHONE SERIE (ISW16SH) |
| Plus       | MSM8960                  | 28 nm LP                 | ARMv7               | Up to 1.5 GHz dual-core Krait                                                          | L0: 4 KB + 4 KB, L1: 16 KB + 16 KB, L2: 1 MB                | Adreno 225 (WUXGA/1080p)            | Dual-channel 500 MHz LPDDR2                                                                                        | Bluetooth 4.0, 802.11n (2.4/5 GHz), World Mode (LTE FDD/TDD CAT3, SVLTE-DB, TD-SCDMA, Rel9 DC-HSPA+, GSM/GPRS/EDGE, EGAL, 1× Adv., 1× EV-DO Rev. A/B) | Q1 2012               | Danh sách - Asus Transformer Pad Infinity (3G/4G version), BlackBerry Z10,BlackBerry Classic HTC Droid Incredible 4G LTE, HTC Evo 4G LTE, HTC One X (North America), HTC One XL, HTC Windows Phone 8X, Samsung Ativ S, LG Mach, Motorola Atrix HD, Motorola Droid Razr M, Motorola Droid Razr HD, Motorola Razr HD, Motorola Droid Razr Maxx HD, Nokia Lumia 820, Nokia Lumia 920, Nokia Lumia 925, Nokia Lumia 1020, Panasonic Eluga Power, Qualcomm Snapdragon S4 Plus MSM8960 MDP/S, Samsung Galaxy S III (select versions), Sharp Aquos Phone sv (SH-10D), Sharp Aquos Phone Zeta (SH-09D), Sony Xperia GX, Sony Xperia TL, Sony Xperia SX, Sony Xperia V, Toshiba Regza Phone (T-02D), ZTE Grand Era LTE, ZTE Grand X LTE, ZTE V96, Huawei Ascend P1 LTE, Kyocera Hydro Elite C6750, Nokia Lumia 928, Nokia Lumia 822, Nokia Lumia 810, Sony Xperia T LTE, LG Lucid 2, LG Optimus F7, LG Optimus F5, LG Spectrum 2, LG Optimus VU II, BlackBerry Q10, Huawei Premia 4G, ZTE Vital, ZTE Avid 4G, ZTE Flash, Dell XPS 10, LG Escape, LG Optimus LTE II, Kyocera Hydro XTRM, Kyocera Torque, BlackBerry Porsche Design, Pantech Discover, Pantech Perception, Pantech Flex, Pantech Vega PTL21, Xolo LT900, Kyocera Torque SKT01 |
| Pro        | MSM8260A Pro             | 28 nm LP                 | ARMv7               | Up to 1.7 GHz dual-core Krait 300                                                      | L0: 4 KB + 4 KB, L1: 16 KB + 16 KB, L2: 1 MB                | Adreno 320 (WUXGA/1080p) at 400 MHz | Dual-channel 500 MHz LPDDR2                                                                                        | Bluetooth 4.0, 802.11n (2.4/5 GHz), World Mode (LTE FDD/TDD CAT3, SVLTE-DB, TD-SCDMA, Rel9 DC-HSPA+, GSM/GPRS/EDGE, EGAL, 1× Adv., 1× EV-DO Rev. A/B) |                       | Danh sách - Xiaomi Mi-2A |
| Pro        | MSM8960T                 | 28 nm LP                 | ARMv7               | Up to 1.7 GHz dual-core Krait 300                                                      | L0: 4 KB + 4 KB, L1: 16 KB + 16 KB, L2: 1 MB                | Adreno 320 (WUXGA/1080p) at 400 MHz | Dual-channel 500 MHz LPDDR2                                                                                        | Bluetooth 4.0, 802.11n (2.4/5 GHz), World Mode (LTE FDD/TDD CAT3, SVLTE-DB, TD-SCDMA, Rel9 DC-HSPA+, GSM/GPRS/EDGE, EGAL, 1× Adv., 1× EV-DO Rev. A/B) | Q2 2012               | Danh sách - Nokia Lumia 920T, Sony Xperia SP, Yota Devices YotaPhone C9660 |
| Pro        | MSM8960T Pro (MSM8960AB) | 28 nm LP                 | ARMv7               | Up to 1.7 GHz dual-core Krait 300                                                      | L0: 4 KB + 4 KB, L1: 16 KB + 16 KB, L2: 1 MB                | Adreno 320 (WUXGA/1080p) at 400 MHz | Dual-channel 500 MHz LPDDR2                                                                                        | Bluetooth 4.0, 802.11n (2.4/5 GHz), World Mode (LTE FDD/TDD CAT3, SVLTE-DB, TD-SCDMA, Rel9 DC-HSPA+, GSM/GPRS/EDGE, EGAL, 1× Adv., 1× EV-DO Rev. A/B) |                       | Danh sách - BlackBerry Z30 |
| Pro        | MSM8960DT                | 28 nm LP                 | ARMv7               | Up to 1.7 GHz dual-core Krait 300, natural language processor and contextual processor | L0: 4 KB + 4 KB, L1: 16 KB + 16 KB, L2: 1 MB                | Adreno 320 (WUXGA/1080p) at 400 MHz | Dual-channel 500 MHz LPDDR2                                                                                        | Bluetooth 4.0, 802.11n (2.4/5 GHz), World Mode (LTE FDD/TDD CAT3, SVLTE-DB, TD-SCDMA, Rel9 DC-HSPA+, GSM/GPRS/EDGE, EGAL, 1× Adv., 1× EV-DO Rev. A/B) | Q3 2013               | Danh sách - Motorola Droid Ultra, Motorola Droid Maxx, Motorola Droid Mini, Moto X |
| Pro        | APQ8064                  | 28 nm LP                 | ARMv7               | Up to 1.5 GHz quad-core Krait                                                          | L0: 4 KB + 4 KB, L1: 16 KB + 16 KB, L2: 1 MB                | Adreno 320 (QXGA/1080p) at 400 MHz  | Dual-channel 533 MHz LPDDR2                                                                                        | Bluetooth 4.0, 802.11n (2.4/5 GHz), lacks cellular radio                                                                                              | 2012                  | Danh sách - Asus PadFone 2, HTC Droid DNA, HTC J Butterfly, LG Optimus G, Nexus 4, Qualcomm Snapdragon S4 Pro APQ8064 MDP/T, Oppo Find 5, Pantech Vega No.6, Pantech Vega R3, Sharp Aquos Phone Zeta (SH-02E), Sony Xperia UL, Sony Xperia Z, Sony Xperia ZL, Sony Xperia ZR, Xiaomi MI-2, Panasonic P-02E |
| Prime      | MPQ8064                  | 28 nm LP                 | ARMv7               | Up to 1.7 GHz quad-core Krait                                                          | L0: 4 KB + 4 KB, L1: 16 KB + 16 KB, L2: 2 MB                | Adreno 320 (FHD/1080p) at 400 MHz   | Dual-channel 533 MHz                                                                                               | No Connectivity | 2012                  | |

## Snapdragon 200 series

### Snapdragon 200
| Model number | Semiconductor technology | CPU instruction set | CPU                                   | CPU cache                                                   | GPU                              | Memory technology                                            | Wireless radio technologies | Sampling availability | Utilizing devices |
| ------------ | ------------------------ | ------------------- | ------------------------------------- | ----------------------------------------------------------- | -------------------------------- | ------------------------------------------------------------ | --- | --------------------- | --- |
| 8225Q        | 45 nm LP                 | ARMv7               | Up to 1.4 GHz quad-core ARM Cortex-A5 |                                                             | Adreno 203 (WXGA/720p)           | Single 32bit channel LPDDR2 @ 300 MHz (600 MHz DDR) 4.8 GB/s | UMTS (GSM, GPRS, EDGE, HSPA) | 2013                  | Danh sách - Bauhn WL-101GQC, Casper Via A3216, Mito A355, Xolo Q500, CCE Motion Plus RK402, Samsung Galaxy Win, HTC Desire 600, HTC Desire 500, ZTE Blade V, BLU Studio 5.3 S, HTC Desire 601, HTC Desire 700, BLU Studio 5.0 S, Karbonn Titanium S5, Karbonn Titanium S1, Micromax A113 Canvas Ego, Micromax A111 Canvas Doodle, Samsung Galaxy Win Pro, Archos 50 Platinum, Archos 45 Platinum, Archos 53 Platinum, Highscreen Boost 2, Philips Xenium W7555, Highscreen Omega Prime Mini, Faea F1, Panasonic T11, Panasonic P11 |
| 8625Q        | 45 nm LP                 | ARMv7               | Up to 1.4 GHz quad-core ARM Cortex-A5 | CDMA/UMTS (GSM, GPRS, EDGE, HSPA, 1×Rev.A, 1×EV-DO Rev.A/B) | Adreno 203 (WXGA/720p)           | Single 32bit channel LPDDR2 @ 300 MHz (600 MHz DDR) 4.8 GB/s | Danh sách - HTC Desire 500, HTC Desire 600, Karbonn Titanium S5, Micromax A111 Canvas Doodle, Samsung Galaxy Win ZTE Optik 2, Micromax EG111 Canvas Duet II, Coolpad 5950T Monster, Prestigio MultiPhone 5400 DUO, Prestigio MultiPhone 5300 DUO, Uniscope U W2014 | 2013                  | |
| 8210         | 28 nm LP                 | ARMv7               | Up to 1.2 GHz dual-core ARM Cortex-A7 | 2x 32K+32K L1 512K L2                                       | Adreno 302 @ 400 MHz (WXGA/720p) | Single 32bit channel LPDDR2 @ 300 MHz (600 MHz DDR) 4.8 GB/s | | 2013                  | Danh sách - LG L35, Huawei Ascend Y530, Sony Xperia E1, Sony Xperia E1 Dual, Vodafone Smart 4, LG L40 Dual, LG L70 Dual, ZTE Open II, LG L70, LG L40, Motorola Moto E, LG L80 Dual, Motorola Moto E Dual TV, ZTE Concord II, Nokia X2, Microsoft Lumia 435 |
| 8610         | 28 nm LP                 | ARMv7               | Up to 1.2 GHz dual-core ARM Cortex-A7 | 2x 32K+32K L1 512K L2                                       | Adreno 302 @ 400 MHz (WXGA/720p) | Single 32bit channel LPDDR2 @ 300 MHz (600 MHz DDR) 4.8 GB/s | | 2013                  | Danh sách - Smartfren Andromax C2, Lava Iris 406q (quad-core), Cherry Mobile Razor 2 (quad-core), LG L40 Dual, Karbonn Titanium S1 Plus, LG Optimus Exceed 2, LG Ultimate 2 (L41C), LG Optimus Fuel (L34C), LG L65 Dual,Motorola Moto E |
| 8212         | 28 nm LP                 | ARMv7               | Up to 1.2 GHz quad-core ARM Cortex-A7 |                                                             | Adreno 302 @ 400 MHz (WXGA/720p) | Single 32bit channel LPDDR2 @ 300 MHz (600 MHz DDR) 4.8 GB/s | | 2013                  | Danh sách - Microsoft Lumia 535, Nokia Lumia 530,Huawei MediaPab 7 Youth2, Huawei Ascend G6, Alcatel One Touch Idol 2 Mini, Micromax A121 Canvas Elanza 2, Lenovo A560, Micromax A092 Canvas Unite, Micromax W092 Canvas Win, Micromax W121 Canvas Win, Allview Impera S, Allview Impera I, XOLO Q900S, Huawei Ascend G630, Huawei Honor Tablet, Microsoft Lumia 532, QMobile Noir Z8, Motorola Moto E 2nd gen (2015) 3G only XOLO Win Q1000 Asus ZenFone Go (ZB452KG)                                                             |
| 8612         | 28 nm LP                 | ARMv7               | Up to 1.2 GHz quad-core ARM Cortex-A7 |                                                             | Adreno 302 @ 400 MHz (WXGA/720p) | Single 32bit channel LPDDR2 @ 300 MHz (600 MHz DDR) 4.8 GB/s | Danh sách - Smartfren Andromax I3s, Smartfren Andromax I3, Smartfren Andromax G2, HTC Desire 516, HTC Desire 316, QMobile Noir LT-600, | 2013                  | |

### Snapdragon 208, 210 and 212
Snapdragon 208 và Snapdragon 210 trình làng vào 9/9/14

Snapdragon 212 ra mắt vào 28/7/15 
| Mẫu mã        | Bán dẫn  | Cấu trúc | CPU                          | GPU                    | Hỗ trợ bộ nhớ                                     | Công nghệ sóng không dây | Khả dụng | Utilizing devices |
| ------------- | -------- | -------- | ---------------------------- | ---------------------- | ------------------------------------------------- | --- | -------- | --- |
| 8208 (208)    | 28 nm LP | ARMv7    | 2 nhân ARM Cortex-A7 @1.1Ghz | Adreno 304 (WXGA/720p) | LPDDR2/LPDDR3 400 MHz Đơn luồng 16-bit (3.2 GB/s) | 3G đa chế độ (WCDMA (3C-HSDPA, DC-HSUPA), CDMA1x, EV-DO Rev. B, TD-SCDMA và GSM/EDGE; Bluetooth 4.1 + BLE, 802.11n (2.4 GHz))                          | 2014     | |
| 8909 (210)    | 28 nm LP | ARMv7    | 4 nhân ARM Cortex-A7 @1.1Ghz | Adreno 304 (WXGA/720p) | LPDDR2 LPDDR3 533 MHz                             | 4G LTE-A CAT4, hỗ trợ LTE FDD, LTE TDD, WCDMA (3C-HSDPA, DC-HSUPA), CDMA1x, EV-DO Rev. B, TD-SCDMA và GSM/EDGE; Bluetooth 4.1 + BLE, 802.11n (2.4 GHz) | 2014     | Danh sách - Acer Liquid Z330/M330, Huawei Honor 4A, HTC desire 626s, HTC desire 520, Microsoft Lumia 550, Smartfren Andromax A |
| 8909 v2 (212) | 28 nm LP | ARMv7    | 4 nhân ARM Cortex-A7 @1.3Ghz | Adreno 304 (WXGA/720p) | LPDDR2 LPDDR3 533 MHz                             | 4G LTE-A CAT4, hỗ trợ LTE FDD, LTE TDD, WCDMA (3C-HSDPA, DC-HSUPA), CDMA1x, EV-DO Rev. B, TD-SCDMA và GSM/EDGE; Bluetooth 4.1 + BLE, 802.11n (2.4 GHz) | 2015     | Danh sách - Lenovo Yoga Tab 3, Microsoft Lumia 650, Jolla C, Smartfren Andromax E2, Smartfren Andromax E2+                     |

### Qualcomm 215 (2019)
Qualcomm Snapdragon 215 ra mắt vào 9/9/19. Đây là bản rút gọn của SDM425, dành cho thiết bị Android Go
| Mẫu mã | Bán dẫn  | CPU (ARMv8)           | GPU              | DSP     | ISP                 | Bộ nhớ                        | Modem  | Kết nối                                                           | Quick Charge | Khả dụng |
| ------ | -------- | --------------------- | ---------------- | ------- | ------------------- | ----------------------------- | ------ | ----------------------------------------------------------------- | ------------ | -------- |
| QM215  | 28 nm LP | 4x Cortex-A53 @1.3Ghz | Adreno 308 (HD+) | Hexagon | 13MP (đơn) 8MP(Kép) | LPDDR3 Đơn luồng 672 MHz 3 GB | X5 LTE | Bluetooth 4.2, NFC, 802.11ac Wi-Fi, Beidou, GPS, GLONASS, USB 2.0 | 1.0          | Q3 2019  |

## Snapdragon 400 series

### Snapdragon 400
| Model number | Semiconductor technology | CPU instruction set | CPU                                   | CPU cache                                                      | GPU        | Memory technology | Wireless radio technologies | Sampling availability | Utilizing devices |
| ------------ | ------------------------ | ------------------- | ------------------------------------- | -------------------------------------------------------------- | ---------- | ----------------- | --- | --- | --- |
| 8026         | 28 nm LP                 | ARMv7               | Up to 1.2 GHz quad-core ARM Cortex-A7 |                                                                | Adreno 305 | LPDDR2/3 533 MHz  | Bluetooth 4.0 | Q4 2013 | Danh sách - LG G Pad 10.1, LG G Watch, Samsung Gear Live, Sony SmartWatch 3, LG G Watch R, LG Watch Urbane, Samsung Galaxy Tab Active, Asus ZenWatch, Moto 360(2nd generation), Huawei Watch, Asus Zenwatch 2 WI501Q, Asus Zenwatch 2 WI502Q |
| 8226         | 28 nm LP                 | ARMv7               | Up to 1.2 GHz quad-core ARM Cortex-A7 | Bluetooth 4.0, 802.11 b/g/n, GSM/GPRS/EDGE/UMTS/HSPA+ up to 21 | Adreno 305 | LPDDR2/3 533 MHz  | Danh sách - Atong H3, Motorola Moto G 8GB, Motorola Moto G dual 8GB, Moto G Colors Dual 16GB, Samsung Galaxy Grand 2, LG G2 Mini, Nokia Lumia 630, Nokia Lumia 630 Dual SIM, Asus PadFone mini 4.3, Asus PadFone E, Samsung Galaxy Tab 4 8.0 3G, LG L90, Samsung Galaxy Tab 4 10.1 3G, Samsung Galaxy Tab 4 10.1, Samsung Galaxy Tab 4 8.0, Samsung Galaxy S3 Neo+, LG L90 Dual, Prestigio PAP5507 Duo Panasonic Eluga U, Sony Xperia E3, Sony Xperia E3 Dual, Sony Xperia M2 Dual(D2302), Sony Xperia M2 (D2305), Motorola Moto G (2nd Gen.), Samsung Galaxy S5 Mini Duos, LG G3 S D724,, Samsung Galaxy Tab 4 Nook 10.1, Mito Fantasy U, Nokia Lumia 730 Dual SIM, Microsoft Lumia 640, Microsoft Lumia 640 XL | Q4 2013 | |
| 8626         | 28 nm LP                 | ARMv7               | Up to 1.2 GHz quad-core ARM Cortex-A7 |                                                                | Adreno 305 | LPDDR2/3 533 MHz  | | Q4 2013 | |
| 8926         | 28 nm LP                 | ARMv7               | Up to 1.2 GHz quad-core ARM Cortex-A7 | LTE                                                            | Adreno 305 | LPDDR2/3 533 MHz  | Danh sách - HTC Desire 610, ZTE Red Bull V5, Alcatel One Touch Idol S, Motorola Moto G LTE, K-Touch Touch 5, LG G2 Mini LTE, Sony Xperia M2 (D2303, D2306) LG F90, Nokia Lumia 635, ZTE Q801U, Samsung Galaxy Grand 2 LTE-A, Samsung Galaxy Tab 4 7.0 LTE, Huawei EE Kestrel, Samsung Galaxy Tab 4 8.0 LTE, Samsung Galaxy Tab 4 10.1 LTE, ZTE V5 Red Bull, Coolpad 7620L, Coolpad 5892-C-00, Huawei Ascend P7 Mini, BLU Studio 5.0 LTE, HTC One mini 2, Kyocera Hydro VIBE, THL L968, Vivo X3L, Motorola Moto G LTE, TCL J730U, LG Volt, Nokia Lumia 636, TCL S838M, TCL J938M, Highscreen Spider, ZTE Q505T, Acer Liquid E600, Samsung Galaxy W, Asus ZenFone 5 A500KL, Samsung Galaxy Core Lite LTE, LG G Pad 8.0, LG G Pad 10.1, Kyocera Hydro Icon, Alcatel One Touch Pop S9, Vivo Y22L, Vivo Y18L, InFocus M512, Unistar X3, ZTE Blade Vec 4G, LG G3 Beat, Samsung Galaxy Core Mini 4G, LG G Vista, Doov T90, BenQ F5, BenQ T3, Vivo X3V, Sony Xperia C3, Uniscope US818, Uniscope US618 Sony Xperia M2 (D2305), Coolpad 8729, Coolpad 8702, HTC One Remix, Gionee Elife S5.1, Samsung Tab Q, TCL P688L, Alcatel OneTouch Pop S3, Samsung Galaxy Avant, InFocus M510, Uniscope US828, Kogan Agora 4G, LG G Pad 7.0 LTE, LG G Pad 8.0 LTE, Oppo Neo 5, Sharp Aquos Crystal, Sony Xperia M2 Aqua, ZTE Blade Apex2, ZTE Nubia 5S mini, ZTE Nubia Z5S mini LTE, Vivo X3F, ZTE Warp Sync, ZTE Compel, Sony Xperia E3 4G, Samsung Galaxy Tab Active LTE, Nokia Lumia 830, Nokia Lumia 735,Caterpillar Cat S50, Alcatel OneTouch Pop 8S, Kyocera Digno T, ZTE ZMax, Huawei Ascend G535, LG Wine Smart, Gionee GN715, Allview V1 Viper S4G, Philips S399, HTC Desire 612, LG Tribute, ZTE A880, Vtel X5, InFocus M2, Fujitsu Arrows M305/KA4, Fujitsu Arrows M555/KA4, {{Microsoft Lumia 640 LTE}}, Microsoft Lumia 735 (Verizon CDMA version) | Q4 2013 | |
| 8028         | 28 nm LP                 | ARMv7               | Up to 1.6 GHz quad-core ARM Cortex-A7 |                                                                | Adreno 305 | LPDDR2/3 533 MHz  | | Q4 2013 | |
| 8228         | 28 nm LP                 | ARMv7               | Up to 1.6 GHz quad-core ARM Cortex-A7 |                                                                | Adreno 305 | LPDDR2/3 533 MHz  | Danh sách - Xiaomi Redmi 1S, Sony Xperia T2 Ultra Dual, Xolo Q1100, Lenovo Yoga Tablet 10 HD+, HTC Desire 816 Dual, Allview V1 Viper S, Samsung Galaxy S3 Neo, Highscreen Boost 2 SE, Sony Xperia T3 3G Walton Primo S2, Gigabyte GX2 | Q4 2013 | |
| 8628         | 28 nm LP                 | ARMv7               | Up to 1.6 GHz quad-core ARM Cortex-A7 |                                                                | Adreno 305 | LPDDR2/3 533 MHz  | Danh sách - K-Touch M6, Huawei B199, Xiaomi HongMi 1s Uniscope XC2 E1230 | Q4 2013 | |
| 8928         | 28 nm LP                 | ARMv7               | Up to 1.6 GHz quad-core ARM Cortex-A7 | LTE                                                            | Adreno 305 | LPDDR2/3 533 MHz  | Danh sách - Phicomm P660Lw, Oppo R3, Huawei Ascend Mate 2 4G, Sony Xperia T2 Ultra, HTC Desire 816, Oppo R1S, ZTE Star 1, Oppo N1 mini, Oppo R6007, Sony Xperia T3 LTE, Gionee Elife S5.5L Huawei C199, Kyocera Brigadier, Xiaomi Redmi Note 4G, Oppo R1K, HTC Desire 10 Lifestyle | Q4 2013 | |
| 8230         | 28 nm LP                 | ARMv7               | Up to 1.2 GHz dual-core Krait 200     | L1: 32 KB, L2: 1 MB                                            | Adreno 305 | LPDDR2 @ 533 MHz  | | | Danh sách - Samsung Galaxy Core Advance, LG Optimus L9 II, Sony Xperia L, BlackBerry Q5, Huawei Ascend W2, Gigabyte GSmart Simba SX1 Huawei Ascend W1, ZTE Sonata 4G, BlackBerry Z3                                                          |
| 8630         | 28 nm LP                 | ARMv7               | Up to 1.2 GHz dual-core Krait 200     | L1: 32 KB, L2: 1 MB                                            | Adreno 305 | LPDDR2 @ 533 MHz  | | | |
| 8930         | 28 nm LP                 | ARMv7               | Up to 1.2 GHz dual-core Krait 200     | L1: 32 KB, L2: 1 MB                                            | Adreno 305 | LPDDR2 @ 533 MHz  | LTE | Danh sách - Nokia Lumia 625, Samsung Galaxy Express (GT-I8730) HTC One mini (601e), Samsung Galaxy ACE 3 LTE (GT-S7275), Samsung Ativ S Neo, HTC 8XT, LG Optimus F3, LG Optimus F3Q, LG Enact, ZTE Warp 4G, ZTE Grand S Flex, Huawei Ascend G740, Alcatel One Touch Idol S, LG Optimus F6, ZTE Boost Max, Coolpad Quatro II 4G 801 EM, BenQ F4, HiSense X5T, ZTE Unico LTE (Z930L) | |
| 8930AA       | 28 nm LP                 | ARMv7               | Up to 1.4 GHz dual-core Krait 300     | L1: 32 KB, L2: 1 MB                                            | Adreno 305 | LPDDR2 @ 533 MHz  | LTE | Danh sách - HTC First, HTC One mini (LTE), Jolla Samsung ATIV S Neo Alcatel onetouch Sonic LTE | |
| 8030AB       | 28 nm LP                 | ARMv7               | Up to 1.7 GHz dual-core Krait 300     | L1: 32 KB, L2: 1 MB                                            | Adreno 305 | LPDDR2 @ 533 MHz  | | | |
| 8230AB       | 28 nm LP                 | ARMv7               | Up to 1.7 GHz dual-core Krait 300     | L1: 32 KB, L2: 1 MB                                            | Adreno 305 | LPDDR2 @ 533 MHz  | | Danh sách - Samsung Galaxy S4 Mini (GT-I9190), Samsung Galaxy S4 Mini Duos, Nokia Lumia 1320 | |
| 8630AB       | 28 nm LP                 | ARMv7               | Up to 1.7 GHz dual-core Krait 300     | L1: 32 KB, L2: 1 MB                                            | Adreno 305 | LPDDR2 @ 533 MHz  | | | |
| 8930AB       | 28 nm LP                 | ARMv7               | Up to 1.7 GHz dual-core Krait 300     | L1: 32 KB, L2: 1 MB                                            | Adreno 305 | LPDDR2 @ 533 MHz  | LTE | Danh sách - Samsung Galaxy Mega 6.3, Samsung Galaxy S4 Mini (GT-I9195), Nokia Lumia 1320, Samsung Galaxy Tab 3 7.0 (LTE Version), HTC Desire 601, Samsung Galaxy Express 2, Samsung Galaxy Golden, Samsung Galaxy S4 mini I9190, Samsung Galaxy S4 mini I9192 Duos, Samsung Galaxy S4 mini I9195 LTE                                                                               | |

### Snapdragon 410 and 412
The Snapdragon 410 system on a chip was announced on 9 December 2013, it is Qualcomm's first 64-bit mobile system on a chip. It also has Multimode 4G LTE, Bluetooth, Wi-Fi, NFC, GPS, GLONASS and BeiDou capabilities, and contains the Adreno 306 GPU. It is capable of supporting a 1080p screen and a 13 Megapixel camera.

The Snapdragon 412 was announced on July 28, 2015
| Model number       | Semiconductor technology | CPU instruction set | CPU                                | GPU                                                   | Memory technology                                 | Wireless radio technologies | Sampling availability | Utilizing devices |
| ------------------ | ------------------------ | ------------------- | ---------------------------------- | ----------------------------------------------------- | ------------------------------------------------- | --- | --------------------- | --- |
| APQ8016/8916 (410) | 28 nm LP                 | ARMv8               | Up to 1.2 GHz quad-core Cortex-A53 | Adreno 306 (WUXGA/ 1920x1200 + 720p external display) | LPDDR2/3 533 MHz Single-channel 32-bit (4.2 GB/s) | 4G LTE World Mode CAT4, supporting LTE FDD, LTE TDD, WCDMA (DC-HSPA+, DC-HSUPA), CDMA1x, EV-DO Rev. B, TD- SCDMA and GSM/EDGE, Bluetooth 4.0, 802.11n, NFC, GPS, GLONASS, BeiDou | 1H 2014               | Danh sách - Huawei G621, Alcatel OneTouch Pop 2 Yulong Coolpad 8860U, XOLO LT2000, Vodafone Smart Tab 4G, Vodafone Smart Prime 6 / Alcatel OT-7044K, Xiaomi Redmi 2, Lenovo A805e, Samsung S4 Mini Plus (GT-I9195I), Samsung Galaxy A3, Samsung Galaxy Grand Prime,Samsung Galaxy A5, Samsung Galaxy Mega 2 SM-G7508Q, Samsung Galaxy J5, HTC Desire 510, HTC Desire 620, Huawei Ascend G7, Lenovo Vibe Z2, Huawei Ascend G620S, Huawei Ascend Y550, Vivo Y13L, Vivo Y27, HTC Desire 820q, Samsung Galaxy Ace Style LTE, LG F60, ZTE Q802D, Huawei Honor 4 Play, TCL P520L, Cubot Zorro 001, Samsung Galaxy Core Max, Samsung Galaxy Grand Max, ZTE V5 Max, ZTE V5S, Lenovo Sisley S90, BQ Aquaris E5 4G, Lenovo A6000, Yu Yuphoria, Oppo A37, Motorola Moto E, Moto G, Asus Zenfone Max ZC550KL, Vivo V1, Xiaomi Redmi 2, Xiaomi Redmi 2 Prime, Xiaomi Redmi 2 Pro, Smartfren Andromax Ec, Smartfren Andromax Es, Smartfren Andromax Q, Smartfren Andromax Qi, Smartfren Andromax R |
| 8916v2 (412)       | 28 nm LP                 | ARMv8               | Up to 1.4 GHz quad-core Cortex-A53 | Adreno 306 (WUXGA/ 1920x1200 + 720p external display) | LPDDR2/3 600 MHz Single-channel 32-bit (4.8 GB/s) | 4G LTE World Mode CAT4, supporting LTE FDD, LTE TDD, WCDMA (DC-HSPA+, DC-HSUPA), CDMA1x, EV-DO Rev. B, TD- SCDMA and GSM/EDGE, Bluetooth 4.0, 802.11n, NFC, GPS, GLONASS, BeiDou | 2H 2015               | Danh sách - bq Aquaris X5 |

### Snapdragon 415
The Snapdragon 415 and the old Snapdragon 425 (canceled later) were announced on February 18, 2015. Both are octa-core SoCs featuring eight ARM Cortex-A53 processor cores. They support LTE connectivity (Cat 4 and Cat 7, respectively), and feature the Adreno 405 GPU, the same GPU as used in the previously introduced Snapdragon 615 which also has eight Cortex-A53 processor cores.
| Model number | Semiconductor technology | CPU instruction set | CPU                                | GPU                        | Memory technology | Wireless radio technologies | Sampling availability | Utilizing devices |
| ------------ | ------------------------ | ------------------- | ---------------------------------- | -------------------------- | ----------------- | --- | --------------------- | --- |
| 8929         | 28 nm LP                 | ARMv8               | Up to 1.4 GHz octa-core Cortex-A53 | Adreno 405 (HD 720p@60fps) | LPDDR3 667 MHz    | X5 LTE Global Mode modem, supporting Cat 4 LTE FDD/LTE TDD, WCDMA (3C-HSDPA, DC-HSUPA), CDMA1x, EV-DO, TD-SCDMA and GSM/EDGE, BT4.1 + BLE Bluetooth, 802.11ac (2.4/5.0 GHz) Multi-User MIMO (MU-MIMO) Wi-Fi, IZat Gen8C Lite GPS |                       | Danh sách - Micromax Canvas Nitro 4G E455,Micromax canvas Evok, Hisense Pureshot, Hisense Pureshot+, Alcatel OneTouch Pop Up,Micromax canvas Amaze, Smartfren Andromax R2,Lenovo Vibe K5 |

### Snapdragon 425 and 427
The new Snapdragon 425 was announced on February 11, 2016.

The Snapdragon 427 was announced on October 18, 2016.
| Model number | Semiconductor technology | CPU instruction set | CPU                                | GPU                             | Memory technology | Wireless radio technologies | Sampling availability | Utilizing devices           |
| ------------ | ------------------------ | ------------------- | ---------------------------------- | ------------------------------- | ----------------- | --- | --------------------- | --------------------------- |
| 8917(425)    | 28 nm LP                 | ARMv8               | Up to 1.4 GHz quad-core Cortex-A53 | Adreno 308 (Up to HD 720@60fps) | LPDDR3 667 MHz    | X6 LTE Global Mode modem, supporting Cat4 LTE FDD and TDD, WCDMA (DB-DC-HSDPA, DC-HSUPA), TD-SCDMA, EV-DO and CDMA 1x, GSM/EDGE, BT4.1 + BLE Bluetooth, 802.11ac (2.4/5.0 GHz) Multi-User MIMO (MU-MIMO) Wi-Fi, IZat Gen8C Lite GPS |                       | Danh sách - Xiaomi Redmi 4A |
| 8920(427)    | 28 nm LP                 | ARMv8               | Up to 1.4 GHz quad-core Cortex-A53 | Adreno 308 (Up to HD 720@60fps) | LPDDR3 667 MHz    | X9 LTE Global Mode modem Cat7 down CAT 13 up, supporting LTE FDD, LTE TDD, WCDMA (DC-HSPA+, DC-HSUPA), CDMA1x, EV-DO, TD-SCDMA and GSM/EDGE, Bluetooth Smart v4.1, VIVE 1-stream 802.11ac MU-MIMO Wi-Fi, IZat Gen8C GNSS            |                       |                             |

### Snapdragon 430 and 435
The Snapdragon 430 was announced on September 15, 2015.

The Snapdragon 435 was announced on February 11, 2016.
- Qualcomm Quick Charge 3.0

| Model number | Semiconductor technology | CPU instruction set | CPU                                | GPU                    | DSP         | Memory technology | Wireless radio technologies | Sampling availability | Utilizing devices |
| ------------ | ------------------------ | ------------------- | ---------------------------------- | ---------------------- | ----------- | ----------------- | --- | --------------------- | --- |
| 8937 (430)   | 28 nm LP                 | ARMv8               | up to 1.4 GHz octa core Cortex-A53 | Adreno 505 (FHD/1080p) | Hexagon 536 | LPDDR3 800 MHz    | X6 LTE Global Mode modem Cat4, supporting LTE FDD, LTE TDD, WCDMA (DC-HSPA+, DC-HSUPA), CDMA1x, EV-DO, TD-SCDMA and GSM/EDGE, Bluetooth v4.1, VIVE 2-stream 802.11n/ac Wi-Fi, IZat Gen8C      | 2016                  | Danh sách - LG Stylus 2 Plus, Xiaomi Redmi 3s, SKY IM-100, Medion X5520, Archos 55 Diamond Selfie, Lenovo K6, Xiaomi Redmi 4(16GB), Nokia 6 |
| 8940 (435)   | 28 nm LP                 | ARMv8               | up to 1.4 GHz octa core Cortex-A53 | Adreno 505 (FHD/1080p) | Hexagon 536 | LPDDR3 800 MHz    | X8 LTE modem Cat6, with Global Mode supporting LTE FDD, LTE TDD, WCDMA (DB-DC-HSDPA, DC-HSUPA), CDMA1x, EV-DO, TD-SCDMA and GSM/EDGE, Bluetooth v4.1, 802.11ac with Multi-User MIMO (MU-MIMO) | 2016                  | |

### Snapdragon 429, 439 and 450 (2017/18)
Snapdragon 450 ra mắt vào 28/7/17.
Snapdragon 429/439 ra mắt 26/6/18
| Mẫu mã | Bán dẫn      | CPU (ARMv8)                                  | GPU                                             | DSP         | ISP                             | Bộ nhớ                        | Modem                                                                        | Kết nối                                                 | Quick Charge | Khả dụng |
| ------ | ------------ | -------------------------------------------- | ----------------------------------------------- | ----------- | ------------------------------- | ----------------------------- | ---------------------------------------------------------------------------- | ------------------------------------------------------- | ------------ | -------- |
| SDM429 | 12 nm FinFET | 4 cores up to 1.95 GHz Cortex-A53            | Adreno 504 (HD / HD+)                           | Hexagon 536 | Up to 16 MP camera / 8 MP dual  | LPDDR3                        | X6 LTE (download: Cat 4, up to 150 Mbit/s; upload: Cat 5, up to 75 Mbit/s)   | Bluetooth 5, 802.11ac Wi-Fi up to 364 Mbit/s, USB 2.0   | 3.0          | Q3 2018  |
| SDM439 | 12 nm FinFET | 4 + 4 cores (1.95 GHz + 1.45 GHz Cortex-A53) | Adreno 505 (Full HD / Full HD+)                 | Hexagon 536 | Up to 21 MP camera / 8 MP dual  | LPDDR3                        | X6 LTE (download: Cat 4, up to 150 Mbit/s; upload: Cat 5, up to 75 Mbit/s)   | Bluetooth 5, 802.11ac Wi-Fi up to 364 Mbit/s, USB 2.0   | 3.0          | Q3 2018  |
| SDM450 | 14 nm LPP    | 8 cores up to 1.8 GHz Cortex-A53             | Adreno 506 600 MHz (WUXGA / Full HD / Full HD+) | Hexagon 546 | Up to 21 MP camera / 13 MP dual | LPDDR3 Single-channel 933 MHz | X9 LTE (download: Cat 7, up to 300 Mbit/s; upload: Cat 13, up to 150 Mbit/s) | Bluetooth 4.1, 802.11ac Wi-Fi up to 433 Mbit/s, USB 3.0 | 3.0          | Q3 2017  |

### Snapdragon 460 (2020)
Snapdragon 460 ra mắt vào 20/1/20, hỗ trợ NavIC. SoC đầu tiên trong dòng 4xx dùng nhân Kyro
| Mẫu mã          | Bán dẫn | CPU (ARMv8)                                                                                                   | GPU                         | DSP         | ISP                                                   | Bộ nhớ                                        | Modem                                                                | Kết nối                                                                           | Quick Charge | Khả dụng |
| --------------- | ------- | --- | --------------------------- | ----------- | ----------------------------------------------------- | --------------------------------------------- | -------------------------------------------------------------------- | --------------------------------------------------------------------------------- | ------------ | -------- |
| SM4250-AA (460) | 11 nm   | 4 + 4 cores (1.8 GHz Kryo 240 Gold – Cortex-A73 derivative + 1.8 GHz Kryo 240 Silver – Cortex-A53 derivative) | Adreno 610 (up to Full HD+) | Hexagon 683 | Spectra 340 (48 MP camera / 16 MP dual with MFNR/ZSL) | LPDDR3 up to 933 MHz / LPDDR4X up to 1866 MHz | X11 LTE (Cat 13: download up to 390 Mbit/s, upload up to 150 Mbit/s) | Bluetooth 5.1, Wi-Fi 802.11a/b/g/n, 802.11ax-ready, 802.11ac Wave 2, NavIC, USB C | 3.0          | Q1 2020  |

## Snapdragon 600 series

### Snapdragon 600
The Snapdragon 600 was announced on January 8, 2013.
- Display Controller: MDP 4. 2 RGB planes, 2 VIG planes, 1080p
- CPU Instruction Set: ARMv7

| Model number                       | Semiconductor technology | CPU                               | CPU cache                                    | GPU                                | DSP                       | Memory technology                            | GPS        | Wireless radio technologies                 | Sampling availability | Utilizing devices |
| ---------------------------------- | ------------------------ | --------------------------------- | -------------------------------------------- | ---------------------------------- | ------------------------- | -------------------------------------------- | ---------- | ------------------------------------------- | --------------------- | --- |
| APQ8064M                           | 28 nm LP                 | Up to 1.7 GHz quad-core Krait 300 | L0: 4 KB + 4 KB, L1: 16 KB + 16 KB, L2: 2 MB | Adreno 320 (QXGA/1080p) at 400 MHz | Hexagon, QDSP6V4 @500 MHz | 64-bit(2x32bit) Dual-channel 533 MHz LPDDR3  | IZat Gen8A | No Connectivity                             | Q1 2013               | Danh sách - Xiaomi MiTV, Qubi, LeTV Super TV X60, CompuLab CM-QS600, Inforce IFC6410 |
| APQ8064T                           | 28 nm LP                 | Up to 1.7 GHz quad-core Krait 300 | L0: 4 KB + 4 KB, L1: 16 KB + 16 KB, L2: 2 MB | Adreno 320 (QXGA/1080p) at 400 MHz | Hexagon, QDSP6V4 @500 MHz | Dual-channel 600 MHz LPDDR3                  | IZat Gen8A | Bluetooth 4.0, 802.11a/b/g/n/ac (2.4/5 GHz) | Q1 2013               | Danh sách - HTC One Max, HTC One, Asus Padfone Infinity, LG Optimus G Pro, Oppo Find 5, Xiaomi Mi-2S, Samsung Galaxy S4 Active, Samsung Galaxy S4 I9505, ZTE Grand Memo, LG G Pad 8.3, Vivo Xplay, Oppo N1, LG GX, JiaYu S1, InFocus IN810 Oppo Find 5 Review, Amazon Fire TV, Panasonic Eluga P P-03E Pantech Vega Iron InFocus IN815 |
| APQ8064–1AA (Advertised as S4 Pro) | 28 nm LP                 | Up to 1.5 GHz quad-core Krait 300 | L0: 4 KB + 4 KB, L1: 16 KB + 16 KB, L2: 2 MB | Adreno 320 (QXGA/1080p) at 400 MHz | Hexagon, QDSP6V4 @500 MHz | DDR3L-1600 (12.8 GB/sec)                     | IZat Gen8A | Bluetooth 4.0, 802.11a/b/g/n/ac (2.4/5 GHz) | Q1 2013               | Danh sách - Nexus 7 (2013 version), ASUS MeMO Pad FHD 10 ME302KL LTE |
| APQ8064–DEB (Advertised as S4 Pro) | 28 nm LP                 | Up to 1.5 GHz quad-core Krait 300 | L0: 4 KB + 4 KB, L1: 16 KB + 16 KB, L2: 2 MB | Adreno 320 (QXGA/1080p) at 400 MHz | Hexagon, QDSP6V4 @500 MHz | DDR3L-1600 (12.8 GB/sec)                     | IZat Gen8A | Bluetooth 4.0, 802.11a/b/g/n/ac (2.4/5 GHz) | Q1 2013               | Danh sách - Nexus 7 (2013 version) LTE version |
| APQ8064–FLO (Advertised as S4 Pro) | 28 nm LP                 | Up to 1.5 GHz quad-core Krait 300 | L0: 4 KB + 4 KB, L1: 16 KB + 16 KB, L2: 2 MB | Adreno 320 (QXGA/1080p) at 400 MHz | Hexagon, QDSP6V4 @500 MHz | DDR3L-1600 (12.8 GB/sec)                     | IZat Gen8A | Bluetooth 4.0, 802.11a/b/g/n/ac (2.4/5 GHz) | Q1 2013               | Danh sách - Nexus 7 (2013 version) LTE version |
| APQ8064AB                          | 28 nm LP                 | Up to 1.9 GHz quad-core Krait 300 | L0: 4 KB + 4 KB, L1: 16 KB + 16 KB, L2: 2 MB | Adreno 320 (QXGA/1080p) at 450 MHz | Hexagon, QDSP6V4 @500 MHz | 64-bit(2x32-bit) Dual-channel 600 MHz LPDDR3 | IZat Gen8A | Bluetooth 4.0, 802.11a/b/g/n/ac (2.4/5 GHz) | Q1 2013               | Danh sách - HTC Butterfly S, Samsung Galaxy S4 LTE |

### Snapdragon 602A
The Snapdragon 602A, for application in the motor industry,  was announced on the 6th of January 2014.
| Model number | Semiconductor technology | CPU instruction set | CPU                               | GPU                                            | DSP                         | Memory technology                  | Wireless radio technologies | Sampling availability | Utilizing devices |
| ------------ | ------------------------ | ------------------- | --------------------------------- | ---------------------------------------------- | --------------------------- | ---------------------------------- | --- | --------------------- | ----------------- |
| 8064-AU      | 28 nm LP                 | ARMv7               | Up to 1.5 GHz quad-core Krait 300 | Adreno 320 (2048x1536 +1080p external display) | Hexagon V40 (up to 600 MHz) | LPDDR3 533 MHz Dual-channel 32-bit | Pre-integrated with Qualcomm Gobi 9x15 3G / LTE Cat3 modem: - FDD/TDD LTE - TD-SCDMA - 3G DC-HSPA+/HSPA - 3G CDMA EV-DOrB/rA, - 3G CDMA 1x EDGE/GPRS/GSM + Qualcomm VIVE QCA6574: - 2-stream 802.11n/ac - Bluetooth 4.1 + BLE | Q1 2014               |                   |

### Snapdragon 610, 615 and 616
The Snapdragon 610 and Snapdragon 615 were announced on February 24, 2014. The Snapdragon 615 is Qualcomm's first octa-core SoC. This is found in many smartphones by manufactures such as Motorola, Asus, Lenovo, LYF etc.
The Snapdragon 616 was announced on July 31, 2015.
- Hardware HEVC/H.265 decode acceleration[190]

| Model number | Semiconductor technology | CPU instruction set | CPU                                                                       | GPU                           | DSP                         | Memory technology                               | Wireless radio technologies | Sampling availability | Utilizing devices |
| ------------ | ------------------------ | ------------------- | ------------------------------------------------------------------------- | ----------------------------- | --------------------------- | ----------------------------------------------- | --- | --------------------- | --- |
| 8936 (610)   | 28 nm LP                 | ARMv8               | up to 1.7 GHz quad-core Cortex-A53                                        | Adreno 405 (WQXGA/ 2560x1600) | Hexagon V50 (up to 700 MHz) | LPDDR3 800 MHz Single-channel 32-bit (6.4 GB/s) | 4G LTE World Mode CAT4, supporting LTE FDD, LTE TDD, WCDMA (DC-HSPA+, DC-HSUPA), CDMA1x, EV-DO Rev. B, TD-SCDMA and GSM/EDGE; Bluetooth 4.0, Qualcomm VIVE 802.11ac NFC, GPS, GLONASS, BeiDou | Q3 2014               | |
| 8939 (615)   | 28 nm LP                 | ARMv8               | Octa core (1.7 GHz quad-core Cortex-A53 and 1.0 GHz quad-core Cortex-A53) | Adreno 405 (WQXGA/ 2560x1600) | Hexagon V50 (up to 700 MHz) | LPDDR3 800 MHz Single-channel 32-bit (6.4 GB/s) | 4G LTE World Mode CAT4, supporting LTE FDD, LTE TDD, WCDMA (DC-HSPA+, DC-HSUPA), CDMA1x, EV-DO Rev. B, TD-SCDMA and GSM/EDGE; Bluetooth 4.0, Qualcomm VIVE 802.11ac NFC, GPS, GLONASS, BeiDou | Q3 2014               | Danh sách - Lenovo Vibe P1, Sony Xperia M4 Aqua, bq Aquaris M5, bq Aquaris M5, Gigaset Me Pure, HTC Desire 820, Archos 50 Diamond, Oppo R5/R5s/R7/R7lite, Coolpad F2 LTE, YU Yureka, Samsung Galaxy A7, Huawei P8lite (US), ZTE Blade S6, Xiaomi Mi 4i, HTC Desire 826, ZTE Nubia Z9 Mini, LG G PAD x8.3, Lenovo Vibe Shot, Moto X Play, Asus Zenfone Selfie (ZD551KL), Panasonic Eluga Switch, Moto G Turbo Edition, Silent Circle Blackphone 2 |
| 8939v2 (616) | 28 nm LP                 | ARMv8               | Octa core (1.5 GHz quad-core Cortex-A53 and 1.2 GHz quad-core Cortex-A53) | Adreno 405 (WQXGA/ 2560x1600) | Hexagon V50 (up to 700 MHz) | LPDDR3 800 MHz Single-channel 32-bit (6.4 GB/s) | 4G LTE World Mode CAT4, supporting LTE FDD, LTE TDD, WCDMA (DC-HSPA+, DC-HSUPA), CDMA1x, EV-DO Rev. B, TD-SCDMA and GSM/EDGE; Bluetooth 4.0, Qualcomm VIVE 802.11ac NFC, GPS, GLONASS, BeiDou | Q3 2015               | Danh sách - Huawei Honor 7i, Huawei Maimang 4, Huawei Honor 5x, ZTE Axon Mini, Asus Zenfone 2 Laser (ZE601KL), Xiaomi Redmi 3, Lenovo Lemon 3, Lenovo Vibe K5 Plus |

### Snapdragon 617, 625, and 626
Snapdragon 617 was announced on September 15, 2015.

Snapdragon 625 was announced on February 11, 2016.

Snapdragon 626 was announced on October 18, 2016.
- Qualcomm Quick Charge 3.0

| Model number  | Semiconductor technology | CPU instruction set | CPU                                                                       | GPU                    | DSP         | Memory technology | Wireless radio technologies | Sampling availability | Utilizing devices |
| ------------- | ------------------------ | ------------------- | ------------------------------------------------------------------------- | ---------------------- | ----------- | ----------------- | --- | --------------------- | --- |
| 8952 (617)    | 28 nm LP                 | ARMv8               | Octa core (1.5 GHz quad-core Cortex-A53 and 1.2 GHz quad-core Cortex-A53) | Adreno 405 (FHD/1080p) | Hexagon 546 | LPDDR3 933 MHz    | X8 LTE Global Mode modem Cat7, supporting LTE FDD, LTE TDD, WCDMA (DC-HSPA+, DC-HSUPA), CDMA1x, EV-DO, TD-SCDMA and GSM/EDGE, Bluetooth v4.1, VIVE 1-stream 802.11n/ac Wi-Fi, IZat Gen8C            | Q4 2015               | Danh sách - HTC One A9, LG G Vista 2, NuAns Neo, Alcatel OneTouch Idol 4, Nubia Z11 mini, Lenovo Moto G4, Lenovo Moto G4 Plus, VAIO phone biz, ZTE Zmax Pro, CAT S60 |
| 8953 (625)    | 14 nm LPP                | ARMv8               | up to 2.0 GHz octa core Cortex-A53                                        | Adreno 506 (FHD/1080p) | Hexagon 546 | LPDDR3 933 MHz    | X9 LTE Global Mode modem Cat7, supporting LTE FDD, LTE TDD, WCDMA (DB-DC-HSDPA, DC-HSUPA), CDMA1x, EV-DO, TD-SCDMA and GSM/EDGE, Bluetooth v4.1, VIVE 1-stream 802.11n/ac Wi-Fi, IZat Gen8C         | Q3 2016               | Danh sách - Samsung Galaxy C7, Asus Zenfone 3 (ZE520KL), Asus Zenfone 3 (ZE552KL), Asus Zenfone 3 Deluxe 5.5", Lenovo Vibe P2, ZTE Axon Max 2, Motorola Moto Z Play, Huawei Nova, Nova plus,Qiku 360 N4S,Xiaomi Redmi 4 Prime(32GB), Xiaomi Redmi Note 4x, Xiaomi Redmi Note 5 Plus, B Phone 2 |
| 8953Pro (626) | 14 nm LPP                | ARMv8               | up to 2.2 GHz octa core Cortex-A53                                        | Adreno 506 (FHD/1080p) | Hexagon 546 | LPDDR3 933 MHz    | X9 LTE Global Mode modem Cat7, supporting LTE FDD, LTE TDD, WCDMA (DB-DC-HSDPA, DC-HSUPA), CDMA1x, EV-DO, TD-SCDMA and GSM/EDGE, Bluetooth v4.2, VIVE 1-stream 802.11n/ac MU-MIMO Wi-Fi, IZat Gen8C |                       | |

### Snapdragon 650 (618), 652 (620), và 653
Snapdragon 618 and Snapdragon 620 were announced on 18 February 2015. They have been since renamed as Snapdragon 650 and Snapdragon 652 respectively.
Snapdragon 650 is a hexa-core SoC featuring two ARM Cortex-A72 processor cores and four Cortex-A53 cores, while Snapdragon 652 has four ARM Cortex-A72 cores and four Cortex-A53 cores. The specifications of the two chips are otherwise similar. They have a dual-channel LPDDR3 memory interface, support Cat 7 LTE connectivity, and feature a next-generation Adreno 510 GPU.

Snapdragon 653 was announced on October 18, 2016.
| Model number  | Semiconductor technology | CPU instruction set | CPU                                                                         | GPU                            | DSP         | Memory technology           | Wireless radio technologies | Sampling availability | Utilizing devices                                                                       |
| ------------- | ------------------------ | ------------------- | --------------------------------------------------------------------------- | ------------------------------ | ----------- | --------------------------- | --- | --- | --------------------------------------------------------------------------------------- |
| 8956 (650)    | 28 nm HPm                | ARMv8               | Hexa-core (1.8 GHz dual-core Cortex-A72 and 1.4 GHz quad-core Cortex-A53)   | Adreno 510 (Quad HD 2560x1600) | Hexagon V56 | Dual-channel LPDDR3 933 MHz | X8 LTE Global Mode modem Cat7, supporting LTE FDD, LTE TDD, WCDMA (DC-HSPA+, DC-HSUPA), CDMA1x, EV-DO, TD-SCDMA and GSM/EDGE, Bluetooth Smart v4.1, VIVE 1-stream 802.11ac Wi-Fi, IZat Gen8C GNSS                        | | Danh sách - Xiaomi Redmi Note 3 Pro, Xiaomi MiMax, Sony Xperia X, Sony Xperia X Compact |
| 8976 (652)    | 28 nm HPm                | ARMv8               | Octa-core (1.8 GHz quad-core Cortex-A72 and 1.4 GHz quad-core Cortex-A53)   | Adreno 510 (Quad HD 2560x1600) | Hexagon V56 | Dual-channel LPDDR3 933 MHz | X8 LTE Global Mode modem Cat7, supporting LTE FDD, LTE TDD, WCDMA (DC-HSPA+, DC-HSUPA), CDMA1x, EV-DO, TD-SCDMA and GSM/EDGE, Bluetooth Smart v4.1, VIVE 1-stream 802.11ac Wi-Fi, IZat Gen8C GNSS                        | Danh sách - Samsung Galaxy Tab S2 (T813, T817), Samsung Galaxy A9, Samsung Galaxy A9 Pro, Alcatel OneTouch Idol 4S, Qiku 360 Q5, ASUS ZenFone 3 ULTRA, ZTE Nubia Z11 Max, Oppo R9 Plus, BQ X5 Plus, LG G5 SE, Vivo Xplay5, Vivo X6s, Xiaomi MiMax, LeEco Le 2 (India only as of now), BQ Aquaris X5 Plus |                                                                                         |
| 8976Pro (653) | 28 nm HPm                | ARMv8               | Octa-core (1.95 GHz quad-core Cortex-A72 and 1.44 GHz quad-core Cortex-A53) | Adreno 510 (Quad HD 2560x1600) | Hexagon V56 | Dual-channel LPDDR3 933 MHz | X9 LTE Global Mode modem Cat7 down CAT 13 up, supporting LTE FDD, LTE TDD, WCDMA (DC-HSPA+, DC-HSUPA), CDMA1x, EV-DO, TD-SCDMA and GSM/EDGE, Bluetooth Smart v4.1, VIVE 1-stream 802.11ac MU-MIMO Wi-Fi, IZat Gen8C GNSS | | Danh sách - Samsung Galaxy C9 Pro OCT 2016 Oppo R9s Plus                                |

### Snapdragon 630, 636 và 660 (2017)
Snapdragon 630, 636 and 660 are pin and software compatible.

The Snapdragon 630 and Snapdragon 660 were announced on May 9, 2017.

The Snapdragon 636 was announced on October 17, 2017.
| Model Number | Fab       | CPU (ARMv8) | GPU                                      | DSP         | ISP                                           | Memory technology                                                                                      | Modem                                                                          | Connectivity                                               | Quick Charge | Sampling availability |
| ------------ | --------- | --- | ---------------------------------------- | ----------- | --------------------------------------------- | --- | ------------------------------------------------------------------------------ | ---------------------------------------------------------- | ------------ | --------------------- |
| SDM630       | 14 nm LPP | 4 + 4 cores (2.2 GHz + 1.8 GHz Cortex-A53)                                                                     | Adreno 508 (QXGA / Full HD / 1920x1200)  | Hexagon 642 | Spectra 160 (Up to 24 MP camera / 13 MP dual) | LPDDR4 Dual‑channel 16‑bit 1333 MHz (10.66 GB/s)                                                       | X12 LTE (download: Cat 12, up to 600 Mbit/s; upload: Cat 13, up to 150 Mbit/s) | Bluetooth 5, NFC, 802.11ac Wi-Fi up to 433 Mbit/s, USB 3.1 | 4.0          | Q2 2017               |
| SDM636       | 14 nm LPP | 4 + 4 cores (1.8 GHz Kryo 260 Gold – Cortex-A73 derivative + 1.6 GHz Kryo 260 Silver – Cortex-A53 derivative)  | Adreno 509 (FHD+)                        | Hexagon 680 | Spectra 160 (Up to 24 MP camera / 16 MP dual) | LPDDR4 Dual‑channel 32‑bit 1333 MHz (21.33 GB/s)                                                       | X12 LTE (download: Cat 12, up to 600 Mbit/s; upload: Cat 13, up to 150 Mbit/s) | Bluetooth 5, NFC, 802.11ac Wi-Fi up to 433 Mbit/s, USB 3.1 | 4.0          | Q3 2017               |
| SDM660       | 14 nm LPP | 4 + 4 cores (2.2 GHz Kryo 260 Gold – Cortex-A73 derivative + 1.84 GHz Kryo 260 Silver – Cortex-A53 derivative) | Adreno 512 (WQXGA / Quad HD / 2560x1600) | Hexagon 680 | Spectra 160 (Up to 24 MP camera / 16 MP dual) | LPDDR4 Dual‑channel 16‑bit or 32‑bit (sources contradict, only one value applies) 1866 MHz (??.? GB/s) | X12 LTE (download: Cat 12, up to 600 Mbit/s; upload: Cat 13, up to 150 Mbit/s) | Bluetooth 5, NFC, 802.11ac Wi-Fi up to 867 Mbit/s, USB 3.1 | 4.0          | Q2 2017               |

### Snapdragon 632, 662, 665, 670 và 675 (2018-20)
Snapdragon 632 được giới thiệu ngày 26 tháng 6 năm 2018.  Pin and software compatible with Snapdragon 625, 626 and 450; software compatible with Snapdragon 425, 427, 429, 430, 435 and 439.

Snapdragon 670 được giới thiệu ngày 8 tháng 8 năm 2018. Pin and software compatible with Snapdragon 710.

Snapdragon 675 được giới thiệu ngày 22 tháng 10 năm 2018.

Snapdragon 665 được giới thiệu ngày 9 tháng 4 năm 2019.

Snapdragon 662 được giới thiệu ngày 20 tháng 1 năm 2020 with NavIC Support.
| Model Number | Fab       | CPU (ARMv8)                                                                                                   | GPU                                              | DSP         | ISP                                                                            | Memory technology                             | Modem                                                                          | Connectivity                                                                            | Quick Charge | Sampling availability |
| ------------ | --------- | --- | ------------------------------------------------ | ----------- | ------------------------------------------------------------------------------ | --------------------------------------------- | ------------------------------------------------------------------------------ | --------------------------------------------------------------------------------------- | ------------ | --------------------- |
| SDM632       | 14 nm LPP | 4 + 4 cores (1.8 GHz Kryo 250 Gold – Cortex-A73 derivative + 1.8 GHz Kryo 250 Silver – Cortex-A53 derivative) | Adreno 506 (Full HD / Full HD+ / 1920x1200)      | Hexagon 546 | Up to 40 MP camera / 13 MP at 30fps Dual Camera with MFNR/ZSL                  | LPDDR3                                        | X9 LTE (download: Cat 7, up to 300 Mbit/s; upload: Cat 13, up to 150 Mbit/s)   | Bluetooth 5, NFC, 802.11ac Wi-Fi up to 364 Mbit/s, USB 3.0                              | 3.0          | Q3 2018               |
| SM6115 (662) | 11 nm LPP | 4 + 4 cores (2.0 GHz Kryo 260 Gold – Cortex-A73 derivative + 1.8 GHz Kryo 260 Silver – Cortex-A53 derivative) | Adreno 610 (Full HD+ / 2520x1080)                | Hexagon 683 | Spectra 340T (192 MP camera / 16 MP dual with MFNR/ZSL)                        | LPDDR3 up to 933 MHz / LPDDR4X up to 1866 MHz | X11 LTE (Cat 13: download up to 390 Mbit/s, upload up to 150 Mbit/s)           | Bluetooth 5.1, NFC, Wi-Fi 802.11a/b/g/n, 802.11ax-ready, 802.11ac Wave 2,NavIC, USB 3.1 | 3.0          | Q1 2020               |
| SM6125 (665) | 11 nm LPP | 4 + 4 cores (2.0 GHz Kryo 260 Gold – Cortex-A73 derivative + 1.8 GHz Kryo 260 Silver – Cortex-A53 derivative) | Adreno 610 (Full HD+ / 2520x1080)                | Hexagon 686 | Spectra 165 (48 MP single camera / 16 MP at 30fps Dual Camera with MFNR/ZSL)   | LPDDR3/LPDDR4X Dual‑channel up to 1866 MHz    | X12 LTE (download: Cat 12, up to 600 Mbit/s; upload: Cat 13, up to 150 Mbit/s) | Bluetooth 5, NFC, 802.11ac Wi-Fi, USB 3.1                                               | 3.0          | Q2 2019               |
| SDM670       | 10 nm LPP | 2 + 6 cores (2.0 GHz Kryo 360 Gold – Cortex-A75 derivative + 1.7 GHz Kryo 360 Silver – Cortex-A55 derivative) | Adreno 615 (FHD+ / 2560x1600, External up to 4K) | Hexagon 685 | Spectra 250 (192 MP single camera / 16 MP at 30fps Dual Camera with MFNR/ZSL)  | LPDDR4X Dual-channel 1866 MHz                 | X12 LTE (download: Cat 12, up to 600 Mbit/s; upload: Cat 13, up to 150 Mbit/s) | Bluetooth 5, NFC, 802.11ac Wi-Fi up to 867 Mbit/s, USB 3.1                              | 4+           | Q3 2018               |
| SM6150 (675) | 11 nm LPP | 2 + 6 cores (2.0 GHz Kryo 460 Gold – Cortex-A76 derivative + 1.7 GHz Kryo 460 Silver – Cortex-A55 derivative) | Adreno 612 (FHD+ / 2520x1080, External up to 4K) | Hexagon 685 | Spectra 250L (192 MP single camera / 16 MP at 30fps Dual Camera with MFNR/ZSL) | LPDDR4X Dual-channel 1866 MHz                 | X12 LTE (download: Cat 12, up to 600 Mbit/s; upload: Cat 13, up to 150 Mbit/s) | Bluetooth 5, NFC, 802.11ac Wi-Fi up to 867 Mbit/s, USB 3.1                              | 4+           | Q1 2019               |

### Snapdragon 690 (2020)[edit]
Snapdragon 690 ra mắt vào 16/6/20
| Mẫu mã       | Bán dẫn  | CPU (ARMv8)                | GPU                           | DSP         | ISP                                                                            | Bộ nhớ                              | Modem | Kết nối                                                                                  | Quick Charge | Khả dụng |
| ------------ | -------- | -------------------------- | ----------------------------- | ----------- | ------------------------------------------------------------------------------ | ----------------------------------- | --- | ---------------------------------------------------------------------------------------- | ------------ | -------- |
| SM6350 (690) | 8 nm LPP | 2xA77 @2Ghz+6x A55 @1.7Ghz | Adreno 619L (Full HD+@120 Hz) | Hexagon 692 | Spectra 355L (192 MP single camera / 16 MP at 30fps Dual Camera with MFNR/ZSL) | LPDDR4X dual channel up to 2133 MHz | Internal X51 5G/LTE (5G NR Sub-6: download up to 2.5 Gbit/s, upload: up to 660 Mbit/s; LTE: download Cat 24, up to 1200 Mbit/s, upload Cat 22, up to 210 Mbit/s) | Bluetooth 5.1, NFC, Wi-Fi 6-ready (802.11axready), 802.11ac Wave 2, 802.11a/b/g, 802.11n | 4+           | Q2 2020  |

## Snapdragon 800 series
A Snapdragon 802 chip, 8092, for use in Smart TVs, was previously announced by Qualcomm. Qualcomm later confirmed that they are not going to release the chip as demand for processors in the Smart TV market is "smaller than anticipated".

### Snapdragon 800 and 801
The Snapdragon 800 was announced on January 8, 2013.

The Snapdragon 801 was announced on February 24, 2014.

Notable features:
- eMMC 5.0 support
- 4 KiB + 4 KiB L0 cache, 16 KiB + 16 KiB L1 cache and 2 MiB L2 cache
- 4K × 2K UHD video capture and playback
- Up to 21 megapixel, stereoscopic 3D dual image signal processor
- Adreno 330 GPU
- USB 2.0 and 3.0
- VP8 encoding/decoding
- Qualcomm Quick Charge 2.0

| Model number  | Fab       | CPU             | CPU                 | CPU   | CPU         | GPU                 | GPU         | DSP                 | DSP         | Memory technology | Memory technology             | Memory technology   | GNSS       | Wireless     | Wireless                        | Wireless      | Sampling availability | Utilizing devices |
| Model number  | Fab       | Instruction set | Micro- architecture | Cores | Freq. (GHz) | Micro- architecture | Freq. (MHz) | Micro- architecture | Freq. (MHz) | Type              | Bus width (bit)               | Bandwidth (GB/s)    | GNSS       | Cellular     | WLAN                            | PAN           | Sampling availability | Utilizing devices |
| ------------- | --------- | --------------- | ------------------- | ----- | ----------- | ------------------- | ----------- | ------------------- | ----------- | ----------------- | ----------------------------- | ------------------- | ---------- | ------------ | ------------------------------- | ------------- | --------------------- | --- |
| 8074-AA (800) | 28 nm HPm | ARMv7           | Krait 400           | 4     | Up to 2.26  | Adreno 330 (2160p)  | 450         | Hexagon "QDSP6V5A"  | 600         | LPDDR3            | 64-bit(2x32-bit) Dual-channel | 800 MHz (12.8 GB/s) | IZAT Gen8B | —            | IEEE 802.11n/ac (2.4 and 5 GHz) | Bluetooth 4.0 | Q2 2013               | Danh sách - 2.15 GHz - Sony Xperia Z Ultra (Wi-Fi edition) 2.26 GHz - Amazon Kindle Fire HDX Tablet |
| 8274-AA (800) | 28 nm HPm | ARMv7           | Krait 400           | 4     | Up to 2.26  | Adreno 330 (2160p)  | 450         | Hexagon "QDSP6V5A"  | 600         | LPDDR3            | 64-bit(2x32-bit) Dual-channel | 800 MHz (12.8 GB/s) | IZAT Gen8B | HSPA+        | IEEE 802.11n/ac (2.4 and 5 GHz) | Bluetooth 4.0 | Q2 2013               | Danh sách - 2.15 GHz - IUNI U2 - Sony Xperia Z Ultra (HSPA+ edition) 2.26 GHz - Lenovo Vibe Z - QMobile Noir Quatro Z5 - Walton Primo ZX |
| 8674-AA (800) | 28 nm HPm | ARMv7           | Krait 400           | 4     | Up to 2.26  | Adreno 330 (2160p)  | 450         | Hexagon "QDSP6V5A"  | 600         | LPDDR3            | 64-bit(2x32-bit) Dual-channel | 800 MHz (12.8 GB/s) | IZAT Gen8B | CDMA / HPSA+ | IEEE 802.11n/ac (2.4 and 5 GHz) | Bluetooth 4.0 | Q2 2013               | |
| 8974-AA (800) | 28 nm HPm | ARMv7           | Krait 400           | 4     | Up to 2.26  | Adreno 330 (2160p)  | 450         | Hexagon "QDSP6V5A"  | 600         | LPDDR3            | 64-bit(2x32-bit) Dual-channel | 800 MHz (12.8 GB/s) | IZAT Gen8B | LTE          | IEEE 802.11n/ac (2.4 and 5 GHz) | Bluetooth 4.0 | Q2 2013               | Danh sách - 2.15 GHz - Acer Liquid S2 - Aquos Xx mini 303SH - Asus PadFone Infinity - Gionee ELIFE E7 - Sharp Aquos Xx 302SH - Sony Xperia Z Ultra - Xperia Z1 - Xperia Z1 Compact - Xperia Z1s - ZTE Nubia Z5s 2.26 GHz - Lenovo Vibe Z LTE - LG G Flex - LG G Pro 2 - LG G2 - LG Nexus 5 - LG Optimus Vu 3 - Nokia Lumia 1520 - Nokia Lumia Icon - Pantech Vega LTE-A - Pantech Vega Secret Note - Pantech Vega Secret UP - Samsung Galaxy J - Samsung Galaxy Note 10.1 2014 Edition (LTE variant) - Samsung Galaxy Note 3 (LTE variant) - Samsung Galaxy Note Pro 12.2 (LTE variant), - Samsung Galaxy Round - Samsung Galaxy S4 LTE+ - Samsung Galaxy S4 LTE-A - Samsung Galaxy Tab Pro (12.2 & 10.1) (LTE variant), - Samsung Galaxy Tab Pro 10.1 LTE - Samsung Galaxy Tab Pro 8.4 - Samsung Galaxy Tab S 10.5 LTE - Samsung Galaxy Tab S 8.4 LTE - ZTE Grand S II LTE |
| 8974-AA (801) | 28 nm HPm | ARMv7           | Krait 400           | 4     | Up to 2.26  | Adreno 330 (2160p)  | 450         | Hexagon "QDSP6V5A"  | 600         | LPDDR3            | 64-bit(2x32-bit) Dual-channel | 800 MHz (12.8 GB/s) | IZAT Gen8B | LTE          | IEEE 802.11n/ac (2.4 and 5 GHz) | Bluetooth 4.0 | Q3 2014               | Danh sách - - BlackBerry Passport - IUNI U3 - OnePlus X (with 578MHz GPU) - Oppo N3 - Vivo Xshoot Elite |
| 8074-AB (801) | 28 nm HPm | ARMv7           | Krait 400           | 4     | up to 2.36  | Adreno 330 (2160p)  | 578         | Hexagon "QDSP6V5A"  | 600         | LPDDR3            | 64-bit(2x32-bit) Dual-channel | 933 MHz (14.9 GB/s) | IZAT Gen8B | none         | IEEE 802.11n/ac (2.4 and 5 GHz) | Bluetooth 4.0 | Q4 2013               | Danh sách - - Sony Xperia Z2 Tablet (WiFi-only variant) |
| 8274-AB (800) | 28 nm HPm | ARMv7           | Krait 400           | 4     | up to 2.36  | Adreno 330 (2160p)  | 578         | Hexagon "QDSP6V5A"  | 600         | LPDDR3            | 64-bit(2x32-bit) Dual-channel | 933 MHz (14.9 GB/s) | IZAT Gen8B | HSPA+        | IEEE 802.11n/ac (2.4 and 5 GHz) | Bluetooth 4.0 | Q4 2013               | Danh sách - - Xiaomi MI3W (China Unicom WCDMA version) |
| 8674-AB (801) | 28 nm HPm | ARMv7           | Krait 400           | 4     | up to 2.36  | Adreno 330 (2160p)  | 578         | Hexagon "QDSP6V5A"  | 600         | LPDDR3            | 64-bit(2x32-bit) Dual-channel | 933 MHz (14.9 GB/s) | IZAT Gen8B | CDMA         | IEEE 802.11n/ac (2.4 and 5 GHz) | Bluetooth 4.0 | Q2 2013               | Danh sách - - Xiaomi MI3C (China Telecom CDMA version) |
| 8974-AB (801) | 28 nm HPm | ARMv7           | Krait 400           | 4     | up to 2.36  | Adreno 330 (2160p)  | 578         | Hexagon "QDSP6V5A"  | 600         | LPDDR3            | 64-bit(2x32-bit) Dual-channel | 933 MHz (14.9 GB/s) | IZAT Gen8B | LTE          | IEEE 802.11n/ac (2.4 and 5 GHz) | Bluetooth 4.0 | Q4 2013               | Danh sách - - Asus PadFone S - Coolpad 8971 - Fujitsu Arrows NX F-02G - Fujitsu Arrows NX F-05F - Fujitsu Arrows Tab F-03G - Hisense X1 - Hisense X9T - HTC Desire Eye - HTC One (M8)(International Version) - HTC One (M8) Eye - IUNI U3 - Oppo Find 7a International Edition - Panasonic Lumix Smart Camera CM1 - Pantech Vega Iron 2 (A910) - Sharp Aquos Crystal X - Sharp Aquos Xx304SH - Sharp Aquos Zeta SH-04F - Sony Xperia Z2 Tablet (LTE variant) - Sony Xperia Z2 - Sony Xperia Z2a - Sony Xperia ZL2 SOL25 - Vertu Aster - Vivo Xplay 3S, ZTE Nubia Z5S LTE - ZTE Nubia W5 |
| 8274-AC (801) | 28 nm HPm | ARMv7           | Krait 400           | 4     | up to 2.45  | Adreno 330 (2160p)  | 578         | Hexagon "QDSP6V5A"  | 600         | LPDDR3            | 64-bit(2x32-bit) Dual-channel | 933 MHz (14.9 GB/s) | IZAT Gen8B | HSPA+        | IEEE 802.11n/ac (2.4 and 5 GHz) | Bluetooth 4.0 | Q2 2014               | Danh sách - - Lenovo Vibe Z2 Pro (K920) - Smartisan T1 - Xiaomi MI4W (China Unicom WCDMA version) |
| 8974-AC (801) | 28 nm HPm | ARMv7           | Krait 400           | 4     | up to 2.45  | Adreno 330 (2160p)  | 578         | Hexagon "QDSP6V5A"  | 600         | LPDDR3            | 64-bit(2x32-bit) Dual-channel | 933 MHz (14.9 GB/s) | IZAT Gen8B | LTE          | IEEE 802.11n/ac (2.4 and 5 GHz) | Bluetooth 4.0 | Q1 2014               | Danh sách - - BKAV Bphone - Gionee ELIFE E7L - HTC Butterfly 2 - HTC Desire Eye - HTC One (M8) (Asia Version) - HTC One (E8) - HTC One (M8) Eye - InFocus M810 - IUNI U3 - Lenovo K920 TD-LTE (China Mobile version) - LG G3 - LG Isai FL - LG Isai VL - Motorola Moto X (2nd Gen.) - OnePlus One - Oppo Find 7 - Panasonic Lumix Smart Camera CM1 - Philips i966 Aurora - Samsung Galaxy S5 - Samsung Galaxy S5 Active - Samsung Galaxy S5 Duos - Samsung Galaxy S5 Sport - Samsung Galaxy S5 TD-LTE - Sharp Aquos Crystal X - Sony Xperia Z3 - Sony Xperia Z3 Compact - Sony Xperia Z3 Dual - Sony Xperia Z3 Tablet Compact - Sony Xperia Z3v - Vertu Aster - Vivo Xshot Ultimate - Xiaomi Mi 4 - ZTE Nubia W5 - ZTE Nubia X6 TD-LTE 128 GB - ZTE Nubia Z7 - ZTE Nubia Z7 Max - ZUK Z1                                                                                    |

### Snapdragon 805
The Snapdragon 805 was announced on November 20, 2013.

Notable features over its predecessor (801):
- Quad-core Krait 450 CPU at up to 2.7 GHz per core
- ARMv7-A
- Dual camera image signal processor supporting up to 55 megapixel
- stereoscopic 3D
- Adreno 420 GPU
- LPDDR3 25.6 GB/s memory bandwidth
- Qualcomm Hexagon DSP
- QDSP6V5A?
- 800 MHz
- H.265/HEVC decoding
- VP9 decoding
- Bluetooth 4.1

| Model number | Fab       | CPU             | CPU                | CPU   | CPU         | GPU                | GPU         | DSP                | DSP           | Memory technology | Memory technology   | Memory technology   | GNSS       | Wireless | Wireless                   | Wireless      | Sampling availability | Utilizing devices |
| Model number | Fab       | Instruction set | Micro-architecture | Cores | Freq. (GHz) | Micro-architecture | Freq. (MHz) | Micro-architecture | Freq. (MHz)   | Type              | Bus width (bit)     | Bandwidth (GB/s)    | GNSS       | Cellular | WLAN                       | PAN           | Sampling availability | Utilizing devices |
| ------------ | --------- | --------------- | ------------------ | ----- | ----------- | ------------------ | ----------- | ------------------ | ------------- | ----------------- | ------------------- | ------------------- | ---------- | -------- | -------------------------- | ------------- | --------------------- | --- |
| APQ8084      | 28 nm HPm | ARMv7-A         | Krait 450          | 4     | up to 2.7   | Adreno 420 (2160p) | 600 MHz     | Hexagon V50        | up to 800 MHz | LPDDR3            | 64-bit dual-channel | 800 MHz (25.6 GBps) | IZat Gen8B | External | 802.11n/ac (2.4 and 5 GHz) | Bluetooth 4.1 | Q1 2014               | Danh sách - - Samsung Galaxy S5 LTE-A (Korea) - Samsung galaxy s5+ - LG G3 Cat.6 - Samsung Galaxy Note 4 LTE - Samsung Galaxy Note Edge - Amazon Fire HDX 8.9 - Motorola Moto MAXX - Motorola Droid Turbo - Nexus 6 - Inforce IFC6540 - Samsung Galaxy Note 4 Duos |

### Snapdragon 808 and 810
The Snapdragon 808 and 810 were announced on April 7, 2014.

Snapdragon 808 notable features over its predecessor (805):
- ARMv8-A
- 64-bit architecture
- Adreno 418 GPU with support for Vulkan 1.0 [275]
- DSP Hexagon V56
- 12-bit[276] dual-ISP up to 21 MP
- 20 nm manufacturing technology

Snapdragon 810 notable features over its predecessor (808):
- Quad-core ARM Cortex-A57 CPU
- Adreno 430 GPU with support for Vulkan 1.0
- 14-bit dual-ISP up to 55 MP
- H.265/HEVC encoding
- VP9 encoding
- 4K main display support

| Model number  | Fab       | CPU             | CPU                                                 | CPU   | CPU               | GPU                | GPU         | DSP                | DSP           | Memory technology | Memory technology   | Memory technology    | GNSS       | Wireless  | Wireless | Wireless      | Sampling availability | Utilizing devices |
| Model number  | Fab       | Instruction set | Micro-architecture                                  | Cores | Freq. (GHz)       | Micro-architecture | Freq. (MHz) | Micro-architecture | Freq. (MHz)   | Type              | Bus width (bit)     | Bandwidth (GB/)      | GNSS       | Cellular  | WLAN     | PAN           | Sampling availability | Utilizing devices |
| ------------- | --------- | --------------- | --------------------------------------------------- | ----- | ----------------- | ------------------ | ----------- | ------------------ | ------------- | ----------------- | ------------------- | -------------------- | ---------- | --------- | -------- | ------------- | --------------------- | --- |
| MSM8992 (808) | 20 nm HPm | ARMv8-A         | Cortex-A57 Cortex-A53 (with Global Task Scheduling) | 2+4   | Up to 1.82 + 1.44 | Adreno 418         | 600 MHz     | Hexagon V56        | up to 800 MHz | LPDDR3            | Dual-channel 32-bit | 933 MHz (14.9 GB/s)  | IZat Gen8C | LTE Cat 9 | 802.11ac | Bluetooth 4.1 | Q3 2014               | Danh sách - - Acer Jade Primo - BlackBerry Priv - Lenovo Vibe X3 - LG G4 - LG V10 - LG X mach/X fast - Microsoft Lumia 950 - Moto X Style/Pure Edition - Nexus 5X - Qiku Q Terra/Flagship - Samsung SM-9198 - Sharp Aquos Compact SH-02H - Sharp Aquos Zeta SH-01H - Sharp Disney Mobile (DM-01H) - Xiaomi Mi 4c |
| MSM8994 (810) | 20 nm HPm | ARMv8-A         | Cortex-A57 Cortex-A53 (with Global Task Scheduling) | 4+4   | 2.0 + 1.55        | Adreno 430         | 650 MHz     | Hexagon V56        | up to 800 MHz | LPDDR4            | Dual-channel 32-bit | 1600 MHz (25.6 GB/s) | IZat Gen8C | LTE Cat 9 | 802.11ac | Bluetooth 4.1 | Q3 2014               | Danh sách - - BenQ F52 - Coolpad Fengshang C+ - Doogee F3 Ltd - Fujitsu Arrows F-04G - Gigaset Me - Gigaset Me Pro - Sony Xperia Z3+/Z4 - HTC Butterfly 3 - HTC One M9 - HTC Bolt - LeTV Le Max - LeTV Le One Pro - LG G Flex 2 - Microsoft Lumia 950 XL - Motorola Droid Turbo 2 - Nexus 6P - OnePlus 2 - Qiku Prime - Qualcomm Snapdragon MDP - Sharp Aquos Pad SH-05G - Sharp Aquos Xx - Sharp Aquos Zeta SH-03G - Sony Xperia Z4 Tablet - Sony Xperia Z5 Compact - Sony Xperia Z5 Premium - Sony Xperia Z5 - Vertu Signature Touch - Xiaomi Mi Note Pro - YU Yutopia - ZTE Nubia Axon & Axon Pro & Axon Lux & Axon Elite - ZTE Nubia Z9 Max & Max Elite - ZTE Nubia Z9 - ZTE Z9 Elite - ZTE Z9 Exclusive |

### Snapdragon 820 & 821
Notable features over its predecessor (810):
- Kryo quad-core CPU
- eMMC 5.1/UFS 2.0
- HDMI 2.0
- Native 4K display at 60 fps
- H.265/HEVC decoding 4K at 60 fps
- VP9 decoding 4K at 60 fps
- 14 nm FinFET
- Quick Charge 3.0[293]
- Adreno 530 with support for Vulkan 1.0

| Model number         | Fab                      | CPU             | CPU                | CPU   | CPU         | GPU                | GPU         | DSP                | DSP         | Memory technology | Memory technology            | Memory technology    | GNSS       | Wireless                                                | Wireless            | Wireless      | Sampling availability | Utilizing devices |
| Model number         | Fab                      | Instruction set | Micro-architecture | Cores | Freq. (GHz) | Micro-architecture | Freq. (MHz) | Micro-architecture | Freq. (MHz) | Type              | Bus width (bit)              | Bandwidth (GB/s)     | GNSS       | Cellular                                                | WLAN                | PAN           | Sampling availability | Utilizing devices |
| -------------------- | ------------------------ | --------------- | ------------------ | ----- | ----------- | ------------------ | ----------- | ------------------ | ----------- | ----------------- | ---------------------------- | -------------------- | ---------- | ------------------------------------------------------- | ------------------- | ------------- | --------------------- | --- |
| MSM8996 "lite" (820) | 14 nm Samsung FinFET LPP | ARMv8-A         | Kryo               | 2 + 2 | 1.8 + 1.36  | Adreno 530         | 510 MHz     | Hexagon 680        | Up to 1 GHz | LPDDR4            | Quad-channel 16-bit (64-bit) | 1333 MHz (21.3 GB/s) | IZat Gen8C | Down: LTE Cat 12 (600Mbit/s) Up: LTE Cat 13 (150Mbit/s) | 802.11ac / 802.11ad | Bluetooth 4.1 | Q4 2015               | Danh sách - - Vivo Xplay5 Elite - Xiaomi Mi 5 |
| MSM8996 (820)        | 14 nm Samsung FinFET LPP | ARMv8-A         | Kryo               | 2 + 2 | 2.15 + 1.59 | Adreno 530         | 624 MHz     | Hexagon 680        | Up to 1 GHz | LPDDR4            | Quad-channel 16-bit (64-bit) | 1866 MHz (29.8 GB/s) | IZat Gen8C | Down: LTE Cat 12 (600Mbit/s) Up: LTE Cat 13 (150Mbit/s) | 802.11ac / 802.11ad | Bluetooth 4.1 | Q4 2015               | Danh sách - - Alcatel Idol 4S T-Mobile Version - ASUS ZenFone 3 Deluxe - BlackBerry DTEK60 - HP Elite X3 - HTC 10 - LeEco (LeTv) Le Max 2 X820 - LeEco (LeTv) Le Max Pro X910 - Lenovo ZUK Z2 - Lenovo ZUK Z2 Pro - LG G5 - LG V20 - Moto Z - Moto Z Force - OnePlus 3 - Qiku 360 Q5 Plus - Samsung Galaxy S7 (SM-G9300/A/P/T/U/V) - Samsung Galaxy S7 Edge (SM-G9350/A/P/T/U/V) - Sharp Aquos Serie SHV34 - Sharp Aquos XX3 - Sharp Aquos Zeta SH-04H - Sony Xperia X Performance - Sony Xperia XZ - TCL 950 - Xiaomi Mi 5 Prime/Pro - ZTE Axon 7 - ZTE Nubia Z11 |
| MSM8996 Pro-AB (821) | 14 nm Samsung FinFET LPP | ARMv8-A         | Kryo               | 2 + 2 | 2.15 + 1.59 | Adreno 530         | 624 MHz     | Hexagon 680        | Up to 1 GHz | LPDDR4            | Quad-channel 16-bit (64-bit) | 1866 MHz (29.8 GB/s) | IZat Gen8C | Down: LTE Cat 12 (600Mbit/s) Up: LTE Cat 13 (150Mbit/s) | 802.11ac / 802.11ad | Bluetooth 4.1 | Q3 2016               | Danh sách - - Google Pixel - Google Pixel XL - Xiaomi Mi 5s |
| MSM8996 Pro (821)    | 14 nm Samsung FinFET LPP | ARMv8-A         | Kryo               | 2 + 2 | 2.34 + 2.19 | Adreno 530         | 653 MHz     | Hexagon 680        | Up to 1 GHz | LPDDR4            | Quad-channel 16-bit (64-bit) | 1866 MHz (29.8 GB/s) | IZat Gen8C | Down: LTE Cat 12 (600Mbit/s) Up: LTE Cat 13 (150Mbit/s) | 802.11ac / 802.11ad | Bluetooth 4.1 | Q3 2016               | Danh sách - - ASUS ZenFone 3 Deluxe - Xiaomi Mi 5s Plus - Xiaomi Mi Note 2 - Xiaomi Mi Mix - LeEco Le Pro 3 - Smartisan M1/M1L - OnePlus 3T |

### Snapdragon 865 (2020)
Chíp Snapdragon 865 được giới thiệu on December 4, 2019.
Notable features over its predecessor (855):
- second gen 7 nm (N7P TSMC) process
- Support up to 16 GB  LPDDR5 2750 MHz or LPDDR4X 2133 MHz support
- 4x 16-bit memory bus, (or 34.13 GB/s)
- NVM Express 2x 3.0 (1x for external 5G modem)
- CPU features
  - 1 Kryo 585 Prime (Cortex-A77-based), up to 2.84 GHz. Prime core with 512 KB pL2
  - 3 Kryo 585 Gold (Cortex-A77-based), up 2.42 GHz. Performance cores with 256 KB pL2 each
  - 4 Kryo 585 Silver (Cortex-A55-based), up 1.8 GHz. Efficiency cores with 128 KB pL2 each
  - DynamIQ with 4 MB sL3,
  - 25% performance uplift and 25% power efficiency improvement
- 3 MB system-level cache
- GPU features[297]
  - Adreno 650 GPU with support for Vulkan 1.1
  - 50% more ALUs and ROPs
  - 25% faster graphics rendering and 35% more power efficient
  - Quarterly GPU driver updates via Google Play Store
  - Android GPU Inspector Tool[298]
  - Desktop Forward Rendering
- DSP features
  - Hexagon 698 5th generation "AI engine" capable of 15 trillion operations per second (TOPS)
  - Quad-core Qualcomm Hexagon Tensor Accelerator (HTA)
  - Deep learning bandwidth compression
- ISP features:
  - Qualcomm Spectra 480 with dual 14-bit CV-ISPs and hardware accelerator for computer vision
  - 200 MP single camera; 64 MP at 30 fps single camera with MFNR/ZSL; 25 MP at 30 fps dual camera with MFNR/ZSL
  - 8K 30 FPS and 4K 120 FPS HDR video
  - Up to 2 Gpixel/s
  - Video capture formats: Dolby Vision, HDR10, HDR10+, HEVC
  - Video codec support: Dolby Vision, H.265 (HEVC), HDR10+, HLG, HDR10, H.264 (AVC), VP8, VP9
  - New functionalities to improve noise reduction and local contrast enhancements
- Modem and wireless features:
  - External X55 LTE Modem
  - Modes: NSA, SA, TDD, FDD
  - 5G mmWave: 800 MHz bandwidth, 8 carriers, 2×2 MIMO
  - 5G sub-6 GHz: 200 MHz bandwidth, 4×4 MIMO
  - 5G NR Sub-6 + mmWave download: 7000 Mbit/s DL
  - 5G NR Sub-6 + mmWave upload: 3000 Mbit/s UL
  - LTE download: 2500 Mbit/s DL (Cat. 24), 7x20 MHz CA, 1024-QAM, 4x4 MIMO
  - LTE upload: 316 Mbit/s UL (Cat 22), 3x20 MHz CA, 256-QAM
  - Dynamic Spectrum Sharing (DSS)
  - Qualcomm Wi-Fi 6-ready mobile platform:
    - Qualcomm FastConnect 6800
    - Wi-Fi standards: 802.11ax-ready, 802.11ac Wave 2, 802.11a/b/g, 802.11n
    - Wi-Fi spectral bands: 2.4 GHz, 5 GHz• channel utilization: 20/40/80 MHz
    - MIMO configuration: 2x2 (2-stream) • MU-MIMO• Dual-band simultaneous (DBS)
    - Key features: 8x8 sounding (up to 2x improvement over 4x4 sounding devices), Target Wakeup Time for up to 67% better power efficiency, latest security with WPA3

  - Qualcomm 60 GHz Wi-Fi mobile platform
    - Wi-Fi Standards: 802.11ad, 802.11ay
    - Wi-Fi spectral band: 60 GHz
    - Peak speed: 10 Gbit/s
- Other features:
  - Secure Processing Unit (SPU) with integrated dual-SIM dual-standby support

| Model number | Fab             | CPU (ARMv8)                                               | GPU                       | DSP                   | ISP         | Memory technology                                                                                                   | Modem | Connectivity | Quick Charge | Sampling availability |
| ------------ | --------------- | --------------------------------------------------------- | ------------------------- | --------------------- | ----------- | --- | --- | --- | ------------ | --------------------- |
| SM8250 (865) | 7 nm (TSMC N7P) | Kryo 585 1 + 3 + 4 cores (2.84 GHz + 2.42 GHz + 1.80 GHz) | Adreno 650 (~1250 GFLOPS) | Hexagon 698 (15 TOPs) | Spectra 480 | LPDDR5 Quad-channel 16-bit (64-bit) 2750 MHz (44 GB/s) or LPDDR4X Quad-channel 16-bit (64-bit) 2133 MHz (33.4 GB/s) | Internal: no External: X55 5G/LTE (5G: download up to 7.5 Gbit/s, upload up to 3 Gbit/s; LTE Cat 22: download up to 2,5 Gbit/s, upload up to 316 Mbit/s) | Bluetooth 5.1; 802.11a/b/g/n/ac/ax (Wi-Fi 6) up to 1774 Mbit/s; 802.11ad/ay 60 GHz Wi-Fi up to 10 GB/s; GPS, GLONASS, Beidou, Galileo, QZSS, SBAS; USB 3.1 | 4+ AI        | Q1 2020               |

## SoC sắp ra
As of October 2016, there is one SoC from Qualcomm that has not been officially announced but is widely leaked.
| Model number  | Fab                  | CPU             | CPU                | CPU   | CPU            | GPU                | GPU         | DSP                | DSP         | Memory technology | Memory technology | Memory technology | GNSS | Wireless                                                           | Wireless            | Wireless      | Sampling availability | Utilizing devices |
| Model number  | Fab                  | Instruction set | Micro-architecture | Cores | Freq. (GHz)    | Micro-architecture | Freq. (MHz) | Micro-architecture | Freq. (MHz) | Type              | Bus width (bit)   | Bandwidth (GB/s)  | GNSS | Cellular                                                           | WLAN                | PAN           | Sampling availability | Utilizing devices |
| ------------- | -------------------- | --------------- | ------------------ | ----- | -------------- | ------------------ | ----------- | ------------------ | ----------- | ----------------- | ----------------- | ----------------- | ---- | ------------------------------------------------------------------ | ------------------- | ------------- | --------------------- | ----------------- |
| MSM8998 (830) | 10 nm Samsung FinFET | ARMv8-A         | Kryo 200           | 4 + 4 | up to 3.60 GHz | Adreno 620         |             |                    |             | LPDDR4X           |                   |                   |      | X16 Modem Down: LTE Cat 16 (1000Mbit/s) Up: LTE Cat 13 (150Mbit/s) | 802.11a/b/g/n/ac/ad | Bluetooth 4.2 | Q4 2016               |                   |

## Nền tảng tương tự
- A31 by AllWinner
- Atom by Intel
- Ax by Apple
- Exynos by Samsung
- i.MX by Freescale Semiconductor
- Jaguar và Puma by AMD
- K3Vx/Kirin by HiSilicon
- MTxxxx by MediaTek
- NovaThor by ST-Ericsson
- OCTEON by Cavium
- OMAP by Texas Instruments
- R-Car by Renesas
- RK3xxx by Rockchip
- Tegra by Nvidia
- VideoCore by Broadcom